# Aaliyah (album)
Aaliyah je treći i posljednji studijski album američke pjevačice Aaliyah. Objavljen je 7. srpnja 2001. u izdanju Blackground Recordsa i Virgin Recordsa.   
Aaliyah je započela s radom na albumu već 1998. no njegovo je snimanje odgodila zbog razvitka svoje glumačke karijere; njena najzapaženija uloga bila je u filmu Romeo mora umrijeti (2000.). Snimanje albuma nastavila je 2000. u Australiji, istovremeno snimajući film Kraljica prokletih. Nakon povratka u SAD, daljnje studijske sesije održale su se u New Yorku i Los Angelesu. Od producenata, Aaliyah je najviše surađivala s Bud'dom, Ericom Seatsom, J. Dubom, Raptureom te dugogodišnjim suradnikom Timbalandom, koji je većinski producirao njen drugi studijski album One in a Million (1996.). Većinu tekstova pjesama na albumu napisao je kantautor Static Major, gostujući izvođač na pjesmi "Loose Rap" koji je, osim suradnika, pjevačici bio i blizak prijatelj. Aaliyah je album smatrala odrazom sebe kao odrasle osobe i zrele umjetnice, stoga ga je i nazvala po sebi.  
Aaliyah je u kritičkim osvrtima opisan kao R&B, neo soul i dance-pop album koji eksperimentira sa širokim asortimanom žanrova, uključujući hip-hop, funk, alternativni rock, electronicu i latino glazbu. Pjesme se tematski dotiču različitih stadija romantičnih veza, poput zaljubljenosti, erotike, konflikta, nevjere i srcoloma. Uoči objavljivanja, album je bio entuzijastično primljen od strane kritičara, najviše zbog svoje kohezije, inovativne produkcije i žanrovske raznolikosti, dok se Aaliyah dokazala kao zvijezda u usponu. Album je osim kritičkog postigao i komercijalni uspjeh, debitiravši na drugom mjestu američke top-liste Billboard 200 sa 187 000 prodanih primjeraka u prvom tjednu. Nakon što najavni singl "We Need a Resolution" nije postigao značajan uspjeh (plasirao se tek na 59. mjestu na Billboard Hot 100), Aaliyah i njen menadžment krenuli su s pripremom "Rock the Boat" i "More Than a Woman" kao potencijalnog drugog singla s Aaliyah. Nakon snimanja spota za "Rock the Boat", Aaliyah je zajedno sa sedmero članova svog tima poginula u zrakoplovnoj nesreći na Bahamima 25. kolovoza 2001.    
Aaliyah je posljedično doživio nagli porast u prodaji i dosegao vrh Billboard 200; s vremenom je zaradio i dvostruko platinastu nakladu Udruženja diskografske industrije Amerike te se prodao u više od 13 milijuna primjeraka širom svijeta. Na dodjeli nagrada Grammy 2002. godine, bio je nominiran za najbolji R&B album. "Rock the Boat" i "More Than a Woman" obje su objavljene kao singlovi te su postigle komercijalan uspjeh unatoč Aaliyinoj smrti—"Rock the Boat" dosegla je 14. mjesto na Billboard Hot 100, dok je "More Than a Woman" dosegla vrh ljestvica singlova u Hrvatskoj i Ujedinjenom Kraljevstvu—a njihovi spotovi služili su kao svojevrsni memorijal preminuloj pjevačici. U retrospektivnim osvrtima, kritičari su nazvali Aaliyah jednim od najboljih i najutjecajnijih R&B albuma svih vremena, a njegov utjecaj istaknut je u stvaralaštvu izvođača poput Beyoncé, Rihanne, The Weeknda i Franka Oceana. Iako je zbog unutarnjih sporova između Aaliyine obitelji i menadžmenta godinama bio nedostupan za prodaju i internetski prijenos kao i većina njene diskografije, album je reizdan i po prvi put objavljen na digitalnim platformama u rujnu 2021.

## Pozadina i nastajanje
U kolovozu 1996., Aaliyah je objavila svoj drugi studijski album One in a Million, na kojem su glavni suradnici bili Timbaland i Missy Elliott, prethodno nepoznati široj javnosti. Album je postigao kritički i komercijalni uspjeh te je omogućio Aaliyah da se razvije kao izvođačica i učvrsti svoj status u glazbenoj industriji. Uz to, ponudio je hitove "If Your Girl Only Knew", "One in a Million" i "The One I Gave My Heart To". Tijekom promotivnog ciklusa za One in a Million, Aaliyah je i maturirala. Nedugo zatim, krenula je s doprinosima filmskim soundtrackovima, od kojih je prvobitno najveći uspjeh doživila pjesma "Are You That Somebody?" (1998.), koju je također producirao Timbaland. Aaliyah je u međuvremenu krenula s planiranjem svog trećeg studijskog albuma i najavila ga za veljaču 1999. Međutim, bila je prisiljena odgoditi rad na albumu zbog glavne uloge u akcijskom filmu Romeo mora umrijeti (2000.). Film joj je značajno podigao ugled, a "Try Again", singl s njegovog soundtracka, postao njen prvi singl koji je dosegao vrh američke ljestvice Billboard Hot 100 i prvi singl u povijesti koji je dosegao vrh te ljestvice isključivo na osnovi radijskog emitiranja, odnosno bez prodaje. S obzirom na to da je Virgin Records izdao soundtrack u suradnji s Aaliyinom izdavačkom kućom Blackground Records—na čelu koje je njen ujak Barry Hankerson—Blackground je ubrzo sklopio distribucijski ugovor s američkom produžnicom Virgin Recordsa, što je značilo da će Virgin (umjesto dotadašnjeg distributera Atlantic Records) izdavati buduće albume Blackgroundovih izvođača, uključujući i Aaliyin treći studijski album.

## Snimanje i produkcija
Snimanje albuma Aaliyah započeto je 1998. Aaliyah je bila izvršna producentica albuma, stoga je imala veću kreativnu kontrolu nego na prijašnjim albumima. Prvobitno je snimila nekoliko pjesama, dvije od kojih s Timbalandom, prije nego što je privremeno obustavila snimanje albuma zbog snimanja filma Romeo mora umrijeti. Samo dvije pjesme snimljene tijekom tih sesija završile su na konačnom albumu–"Loose Rap" i "Rock the Boat". Već 1996. Aaliyah je snimila "I Care 4 U", čiji je tekst napisala Missy Elliott za One in a Million, na kojeg pjesma u konačnici nije bila uvrštena pa je sačuvana za Aaliyah. Tijekom rada na albumu u New Yorku 1999., kontaktirala je Trenta Reznora – frontmena rock benda Nine Inch Nails i jednog od svojih glazbenih idola—zbog potencijalne suradnje; unatoč aktivnim dogovorima, nisu uspjeli uskladiti rasporede, stoga do suradnje nikad nije došlo. Pjevačica je naumila album završiti do kraja 2000. pa je nastavila njegovo snimanje u Australiji paralelno sa snimanjem filma Kraljica prokletih, počevši tog listopada. Pjesme je većinom snimala noću nakon snimanja filma danju, ali je otkrila da nekim noćima ne bi—zbog prevelikog umora—no vikendima je uvijek uspijevala. Potpredsjednik Blackground Recordsa i Aaliyin rođak Jomo Hankerson izjavio je kako je trebao potplatiti producente koji nisu htjeli putovati na drugi kraj svijeta, ali da je proces stvaranja albuma bez obzira na to svima bio ugodan. Prijatelj Barryja Hankersona Jimmy Henchman koordinirao je produkciju Aaliyah i sukladno tome aranžirao krug glazbenika s kojima je Aaliyah surađivala. Uglavnom su to bili oni pod Blackgroundom, uključujući Bud'du, J. Duba, Rapturea i Erica Seatsa. Rapture i Seats producirali su i ukomponirali najviše pjesama na albumu–njih šest–među kojima je i "Rock the Boat", čiji je instrumental Seats zamalo izbrisao jer je prvobitno bio nezadovoljan. Međutim, Static Major čuo je instrumental i krenuo pisati stihove, čime je sačuvao pjesmu od odbacivanja.
Nakon što je prethodno napisao Aaliyine hitove "Are You That Somebody?" i "Try Again", Static je bio pozvan da bude glavni tekstopisac za Aaliyah; inače je bio dio Aaliyine skupine bliskih prijatelja te je bio zaljubljen u nju. Smatrao je da je Aaliyah idealna za njegov stil pisanja, dok je ona vjerovala da on može istinito predočiti njene osjećaje. Kantautor suptilno seksualnog karaktera, već 1999. napisao je "Rock the Boat" no Aaliyin menadžment tad je smatrao da ona nije spremna za tako eksplicitne tekstove. Barry Hankerson ipak je kasnije izjavio da je bilo nemoguće naći Staticovo stvaralaštvo uvredljivim, dok je Missy Elliott zaključila da je upravo Static tekstualno uzdigao Aaliyah. Dok je o tekstovima razgovarala sa Staticom, Aaliyah je od Bud'de tražila savjetovanje oko glazbenog smjera albuma. Primjerice, tijekom procesa snimanja zanimala ju je scena britanskog žanra UK garage. Većina pjesama s albuma snimljena je u studiju  Sony Music Studios u New Yorku ili u Sing Sing Studios u Melbourneu; "Loose Rap" snimana je u oba. Među ostalim lokacijama bili su Manhattan Center Studios u New Yorku, u kojem je snimljena "More Than a Woman"; Soundtracks Studios u New Yorku, u kojem je snimljena "U Got Nerve"; Westlake Recording Studios u Los Angelesu, u kojem je snimljena "We Need a Resolution"; te Magic Mix Studios i Music Grinder Studios u Los Angelesu, u kojima je snimljena "I Care 4 U". Timbaland prvobitno nije trebao surađivati s Aaliyah na albumu zbog nesuglasica s Blackground Recordsom. Međutim, po povratku iz Australije, Aaliyah ga je kontaktirala kako bi ga nagovorila da doprinese produkciji, na što je on pristao iz ljubavi prema njoj. Kako se u produkciju albuma uključio tek pretkraj procesa iste, bilo je upitno hoće li uspjeti u roku završiti svoj rad; producirao je tri pjesme koje su završile na albumu. Nakon što je snimanje filma Kraljica prokletih odužilo period produkcije albuma i dodatno odgodilo njegovo objavljivanje, Aaliyah je završila snimanje njegove posljednje pjesme 9. ožujka 2001. Pjevačica je navodno snimila dovoljno pjesama za dva studijska albuma no brojne pjesme ostale su neobjavljene zbog različitih unutarnjih nesuglasica između Aaliyine obitelji, menadžmenta i producenata. Ipak, šest takvih pjesama objavljeno je 2002. na Aaliyinom postumnom albumu I Care 4 U.

## Glazba i tekstovi
Većinski R&B, neo soul i dance-pop album, Aaliyah se sastoji od bržih pjesama pod utjecajem hip-hopa, funk pjesama srednjeg tempa te balada s odrazom starinskog soula. Uz navedene žanrove, instrumentacije pjesama integriraju i glazbu Srednjeg istoka, alternativni rock te Latino timbar. Produkcija albuma obuhvaća sintesajzerske melodije, elektroničke bubnjeve, iskrivljenu gitaru, staccato aranžmane te slojevite, ekscentrično izmanipulirane vokale. Urednik britanskog časopisa NME John Mulvey zvuk albuma nazvao je suptilnim te napisao da mu fali "bombastičnosti i histrionizma". U istom časopisu, Alex Needham usporedio je visokofrekvencijsku produkciju albuma s dub glazbom i "mračnim" dance stvaralaštvom američkog repera Dr. Drea i britanskog sastava Massive Attack. U svom osvrtu za AllMusic, Stephen Thomas Erlewine napisao je da, za razliku od pjevačica poput Macy Gray i Jill Scott, Aaliyah nije pokušavala pronaći dodirnu točku s klasičnim soulom nego je na suvremen i nekonvencionalan način eksperimentirala s glazbenim stilovima različitih kultura. Neki kritičari takvo su eksperimentiranje usporedili s albumima Stankonia (2000.) američkog dua Outkast, Lovers Rock (2000.) britanskog benda Sade te Miss E... So Addictive (2001.) Missy Elliott. Album se tekstualno dodiruje tema koje se tiču različitih situacija u romantičnim vezama, kao što su zaljubljenost, konflikt i nevjera. Suptilan i vedar humor i prethodno navedena ekscentrična vokalna manipulacija kontrast su temama poput srcoloma i erotike. Urednik web-stranice Citysearch Justin Hartung napisao je kako album tematski "preobražava zbunjenost mlade odraslosti u uzbudljivu slobodu", dok je urednik Billboard-a Rashaun Hall primijetio da svaka pjesma posjeduje pojedinačni emocionalni identitet, što prati žanrovsku raznolikost albuma. Aaliyah je na albumu pjevala suzdržanim sopranom. Kritičari su uočili da se Aaliyah više usredotočuje na Aaliyino pjevanje od njenih prijašnjih albuma te da je njen glas ključan za adekvatnu predodžbu osjećaja unutar svake pjesme. Primjerice, balade "Never No More", "I Care 4 U" i "I Refuse" otpjevane su potresno, kako bi se izrazile melankolija i bol, dok je "Rock the Boat" izvedena zadihano, kako bi se dočarala njena erotska tematika. Pjevačica je u jednom intervjuu izjavila kako album smatra odrazom sebe kao mlade odrasle osobe i zrele umjetnice, zbog čega ga je i nazvala po sebi.
Aaliyah započinje s "We Need a Resolution", na kojoj se Aaliyah i Timbaland nalaze u ulozi para čijoj se pasivno agresivnoj vezi bliži kraj. Žanrovski, pjesma se svrstava u alternativni R&B, hip-hop i electro, a protežu se i utjecaji bliskoistočne glazbe; rad orgulja uspoređen je sa soundtrackovima horor filmova. "Loose Rap", na kojoj gostuje kantautor Static, primjer je atmosferične produkcije na albumu te inkorporira zvuk electronice, a upućena je zavidnim udvaračima koji na nemaštovit način pokušavaju prići Aaliyah iako su prethodno tračali o njoj. "Rock the Boat" minimalistička je pjesma umjerenog tempa i sintesajzerske produkcije, koja sadrži elemente karipske glazbe i funka 1970-ih. Aaliyah kroz stihove svom fiktivnom ljubavniku tumači kako je pravilno seksualno zadovoljiti te, između ostalog, orgazam uspoređuje s učinkom opijata. "More Than a Woman" brza je pop, electro i hip-hop pjesma gustog aranžmana koji sadrži digitalne žice, sintetički bas i gibak ritam. Protagonistkinja pjesme svom odabraniku obećava da posjeduje sve kvalitete koje bi u ženi mogao tražiti. "Never No More" kombinira elemente tradicionalnog soula i modernog hip-hopa uz aranžman različitih glazbala sa žicama, dok tematski prati protagonistkinju koja se suprotstavlja zlostavljački nastrojenom partneru. Na baladi "I Care 4 U", Aaliyah se obraća prijatelju slomljenog srca i istovremeno se suočava sa svojim neuzvraćenim osjećajima prema njemu. Instrumentacija neo soul pjesme obuhvaća beatbox i električni glasovir. Drum and bass i hip-hop pjesma "Extra Smooth" proziva nasrtljive udvarače, a Static ju je napisao inspiriran šaljivim razgovorima koje je vodio s Aaliyah o sličnim muškarcima. "Read Between the Lines" suvremena je samba pjesma s latino perkusijom koja tematski obrađuje suočavanje s nevjernim partnerom. Ta tema proteže se i na pjesmu "U Got Nerve", koja stilski spaja elektroničku dance glazbu s R&B-jem. Barokna R&B balada "I Refuse" govori o ostavljanju psihički manipulativnog partnera. Njen instrumentalni aranžman opisan je kao "teatralna orkestracija" glasovira, gitara i žičnih instrumenata. Minimalistička R&B pjesma "It's Whatever" prožeta je utjecajima glazbe 1980-ih, a sadržajno ne precizira točnu interpretaciju svoje teme odnosa između dvoje ljudi. "I Can Be" skladba je intenzivnog rock zvuka koja Aaliyah prikazuje u ulozi ljubavnice nevjernog čovjeka koja želi postati njegova jedina djevojka. Protagonistkinja "Those Were the Days" bezosjećajno ostavlja partnera koji je prestao zadovoljavati i pokazivati zanimanje za nju. Album završava s "What If", skladbom koja se svojim detroitskim techno i industrijskim rock zvukom pod utjecajem heavy metala žanrovski značajno izdvaja od ostatka albuma. Aaliyah na pjesmi bijesno prijeti nevjernom partneru, kao i drugim muškarcima nalik njemu; agresivni stihovi upućuju, između ostalog, i na ubojstvo.

## Marketing

### Vizualni identitet
"Prvi put sam se suočila sa zmijama kad sam bila u Australiji i radila fotografiranje za album. Upotrijebili smo pet pitona tijekom sesije. Prvobitno sam bila malo nervozna, ali čim sam ih počela držati, potpuno sam se zaljubila i osjetila afinitet prema njima. Veoma su misteriozna bića. Žive u samoći, a postoje razdoblja i u mom životu kad bih htjela biti sama. Postoje razdoblja tijekom kojih ne mogu shvatiti samu sebe. Mislim da su zmije veoma kompleksna bića, ali istovremeno i seksi. Zbog toga odlično predstavljaju Aaliyah. Opasne su, ali veoma lijepe. Zamislila sam da bi one mogle biti životinje koje predstavljaju mene na ovom albumu pa sam tu temu htjela provući od fotografije kroz videospot [za "We Need a Resolution"] i vjerojatno cijeli projekt."  
—Aaliyah o uporabi zmija u vizualnom identitetu albuma.

Uoči početka promotivnog ciklusa za Aaliyah, pjevačica je prošla kroz značajnu promjenu u imidžu. Svoj prijašnji stil, koji je okarakteriziran kao samozatajan i androgin, učinila je ženstvenijim i senzualnijim, čime je postala svojevrsni seks-simbol; ta tranzicija uspoređena je s onom iz djevojke u ženu, koja se odražavala i kroz Aaliyino stvaralaštvo. Promjena u imidžu očitovala se i kroz učestalije nošenje odjevnih predmeta dizajnera kao što su Roberto Cavalli i Giorgio Armani u spotovima i promidžbenim aktivnostima. U periodu koji je prethodio objavljivanju albuma, Aaliyah je organizirala sesije fotografiranja s poznatim fotografima kao što su Jeff Dunas, David LaChapelle, Jonathan Mannion i Albert Watson, čije su fotografije iskorištene za vanjski i unutrašnji omot albuma. Tijekom sesije s LaChapelleom, Aaliyah se slikala s pet pitona, što joj se toliko svidilo da je pitone uklopila i u spot za "We Need a Resolution"; u intervjuu za MTV izjavila je kako pitone smatra predstavnicima albuma, kao i same sebe u životinjskom obliku.
Dizajner omota Warren Fu je, usprkos tome što su mu se najviše sviđale Mannionove fotografije, za naslovnicu omota izabrao Watsonovu fotografiju na kojoj Aaliyah gleda izravno u kameru. Naveo je kako je simetrična kompozicija slike bila razlog zašto je odabrao, kao i to što simbolizira Aaliyino sazrijevanje i promjenu imidža. Aaliyah je također od svih ponuđenih izabrala tu fotografiju i složila se s njegovim idejama. Kritičari su primijetili da na naslovnici Aaliyah ne nosi naočale, za razliku od naslovnica prethodnih albuma, što je interpretirano kao Aaliyino oslobađanje i otkrivanje istinske srži u skladu s eponimnim nazivom albuma. S obzirom na to da su naslovnica i cjelokupni omot obojani u crveno, album se kolokvijalno naziva i The Red Album. Na ograničenom broju reizdanja, omot je bio obojan u smeđe ili u bijelo, dok je na jednom digitalnim izdanju iz 2021. naslovnica prikazana u stvarnim bojama bez toniranja. Fu je uoči početka promocije albuma također dizajnirao i animeom inspiriranu reklamu za album koja prikazuje Aaliyah u animiranom obliku kako vozi motocikl velegradom, što je kasnije u igranom obliku prikazano u spotu za "More Than a Woman". Prizor iz reklame upotrijebljen je kao naslovnica omota specijalnog izdanja albuma.

### Objavljivanje i promidžba
U travnju 2001., američki časopis Billboard najavio je izlazak albuma, čiji je naziv tad još uvijek bio nepoznat, za 5. lipnja. Aaliyah je otkriven kao naziv u svibnju, kad je najavljeno da je album odgođen za dva tjedna od prethodnog datuma, prije nego što je bivao ponovno odgođen, za 17. srpnja–što mu je bio konačni datum izlaska u Sjedinjenim Američkim Državama. Prethodno je bio pušten u prodaju u drugim državama, s početkom u Japanu 7. srpnja. Prvih milijun primjeraka albuma u Sjevernoj Americi sadržavalo je skrivenu pjesmu "Messed Up", dok je izdanje za ostale dijelove svijeta sadržavalo prijašnji singl "Try Again" kao bonus pjesmu. Aaliyah je album promovirala brojnim medijskim nastupima, a planirala je krenuti i na turneju. Tijekom ljeta 2001., pojavila se na naslovnicama časopisa NME, Vibe, Mixmag i i-D, koje su bile popraćene intervjuima unutar časopisa. S pjesmom "More Than a Woman" nastupila je 18. srpnja na američkoj jutarnjoj razgovornoj emisiji Live with Regis and Kelly te 25. srpnja na večernjoj The Tonight Show with Jay Leno, što je bio njen posljednji nastup uživo.
Nakon Aaliyine smrti, Aaliyah je bivao reizdan u različitim formatima. U rujnu 2001., specijalno izdanje koje je sadržavalo bonus DVD s spotovima i snimkama iza scena–i koje je prvobitno izašlo simultano sa standardnim izdanjem albuma u SAD-u–objavljeno je i u drugim državama. Album je zatim u određenim državama bio reizdan s tri dodatne, postumno objavljene pjesme, s početkom u veljači 2004. Nakon što je zbog unutarnjih sporova između Aaliyine obitelji i menadžmenta album godinama bio nedostupan za prodaju–kao i većina Aaliyine diskografije–reformirani Blackground Records odlučio ga je reizdati uoči 20. godišnjice Aaliyine smrti. Odluka se protivila željama Aaliyinih nasljednika, koji su taj potez nazvali "nesavjesnim pokušajem objavljivanja Aaliyine glazbe bez ikakve transparentnosti ili potpunog polaganja računa". Unatoč tome, album je ponovno objavljen na fizičkim formatima i po prvi put učinjen dostupnim za internetski prijenos 10. rujna 2021.

## Singlovi
Usprkos najavi objavljivanja pjesme "Loose Rap" kao najavnog singla Aaliyah i snimanja spota za istu u ožujku 2001., "We Need a Resolution" odabrana je kao najavni singl nakon što je njen producent i gostujući izvođač Timbaland ipak uspio u roku završiti svoj rad na albumu. Nakon premijere popratnog spota u travnju, "We Need a Resolution" službeno je puštena na američke radijske postaje 15. svibnja. Iako je sama pjesma doživjela kritičku hvalu, izbor nje za najavni singl naišao je na kritike. Komercijalno, singl nije ostvario uspjeh svojih prethodnika. Na glavnoj američkoj ljestvici singlova Billboard Hot 100, pjesma se plasirala tek na 59. mjestu, dok je na ljestvici Hot R&B/Hip-Hop Songs dosegla 15. mjesto. Ni u drugim državama nije postigla značajan uspjeh, najviše se plasiravši u Ujedinjenom Kraljevstvu na 20. mjestu i Kanadi na 26. mjestu. Paul Hunter, koji je prethodno režirao Aaliyine spotove za singlove "Got to Give It Up" i "One in a Million", režirao je popratni spot za "We Need a Resolution". Spot prikazuje Aaliyah u različitim futurističkim prostorijama i scenarijima, između ostalog u zmijskom leglu ispunjenom pitonima, unutar mobilne kapsule te lebdeći nad podom meditacijske sobe dok sluša glazbu.
Uoči biranja drugog singla Aaliyah, došlo je do nesuglasica između Aaliyah i njenog menadžmenta. Njena izdavačka kuća Blackground Records htjela je objaviti "More Than a Woman" kao drugi singl, dok je Aaliyah inzistirala na "Rock the Boat". Posljedično, "Rock the Boat" je objavljena kao drugi singl u SAD-u i Australiji, dok je "More Than a Woman" objavljena kao drugi singl u Europi. "Rock the Boat" puštena je na američke radijske postaje 21. kolovoza 2001. Snimanje spota započelo je dan kasnije te je tijekom istog Aaliyah otputovala na Bahame kako bi tamo snimila većinu spota. Po povratku u SAD 25. kolovoza, zrakoplov u kojem je bila Aaliyah i sedmero članova njenog tima srušio se nedugo nakon polijetanja, odnijevši živote Aaliyah i svih ostalih putnika. "Rock the Boat" već je prethodno bila pozitivno kritički primljena, a neposredno nakon Aaliyine smrti njena rotacija na radio postajama drastično je porasla, što ju je u nekoliko tjedana dovelo do 14. mjesta na Billboard Hot 100 i drugog na Hot R&B/Hip-Hop Songs. Nakon što je izdana kao treći i posljednji singl s albuma u Europi, u top 10 je uspjela ući u Nizozemskoj, dok je u Ujedinjenom Kraljevstvu dosegla 12. mjesto. Na dodjeli nagrada Grammy 2002., pjesma je bila nominirana za najbolju žensku R&B vokalnu izvedbu. Popratni spot, kojeg je režirao Hype Williams, prikazuje Aaliyah u morskom ambijentu–na plaži, na katamaranu i pod vodom; na dodjeli nagrada MTV Video Music Awards 2002. bio je nominiran za najbolji R&B video.
"More Than a Woman" postumno je objavljena kao drugi singl Aaliyah u Europi 4. rujna 2001. Isključivo u Francuskoj, u prodaju je puštena kao dvostruki singl zajedno s pjesmom "I Refuse". Prikupila je većinom pozitivne kritičke komentare. Postigla je najveći komercijalni uspjeh među singlovima s albuma, plasirajući se na vrhu ljestvica singlova u Hrvatskoj i Ujedinjenom Kraljevstvu; u Ujedinjenom Kraljevstvu postala je prvi singl ženskog izvođača koji je postumno dosegao prvo mjesto. Pjesma je u SAD-u kao treći i posljednji singl s albuma puštena na radijske postaje 30. travnja 2002. U tom periodu, dosegla je 25. mjesto na Billboard Hot 100 i sedmo na Hot R&B/Hip-Hop Songs. Na dodjeli nagrada Grammy 2003., bila je nominirana za najbolju žensku R&B vokalnu izvedbu. Dave Meyers režirao je popratni spot za "More Than a Woman", koji pjevačicu prikazuje kako se motociklom vozi po Los Angelesu te kako pleše i izvodi pjesmu u prostorijama koje su prikazane kao da se nalaze unutar mehanizma samog motocikla. Iako pjesma "I Care 4 U" nije objavljena kao singl s Aaliyah, imala je snažnu radijsku rotaciju nakon Aaliyine smrti pa je dosegla 16. mjesto na Billboard Hot 100, nakon čega je u travnju 2003. izdana kao singl s istoimenog postumnog kompilacijskog albuma.

## Kritički osvrti
Po izlasku, Aaliyah je prikupio odlične ocjene i osvrte većine kritičara, najviše zbog svoje zvučne jedinstvenosti u odnosu na albume drugih izvođača tog vremena i razvitka Aaliyinog umjetničkog izričaja. Na web-stranici Metacritic, koja albumima dodjeljuje zbirne ocjene utemeljene na osvrtima profesionalnih kritičara, album ima prosjek 76 od 100, utemeljen na 14 osvrta. Urednik časopisa Billboard Rashaun Hall opisao je album kao "zvučno raznolik set na kojem svaka pjesma ima pojedinačnu emociju". Za The Guardian, Michael Odell napisao je da je album besprijekoran spoj pop glazbe i R&B-a te da je redefinirao pojam R&B-a, pohvalivši uz to Aaliyino pjevanje. U osvrtu za američki dnevni list Chicago Tribune, Brad Cawn usporedio je Aaliyinu staloženost sa Sade Adu, a pustolovnost s Missy Elliott, te album žanrovski opisao kao "cool i blještava neo soul glazba jednakih količina stava i harmonije te potpuno savršenstvo urbane glazbe". Russell Baillie u članku novozelandskih novina The New Zealand Herald nazvao je album "kohezivnim, detaljnim i razoružavajuće primamljivim". Britanski novinar Simon Price za The Independent napisao je da je album "dokaz da je crni pop avangarda". U osvrtu za The A.V. Club, Nathan Rabin istaknuto je kako album uspostavlja Aaliyah kao značajnu umjetnicu čiji je suradnici ne zasjenjuju.
Urednik američkog časopisa Rolling Stone Ernest Hardy nazvao je Aaliyah "gotovo besprijekornom deklaracijom snage i neovisnosti". Joshua Clover za časopis Spin proglasio je album Aaliyinim najbitnijim te dodao kako je "investicijom zvučnih schemi s hitnošću i emocionalnom zamršenošću" Aaliyah od producentskih "formalnih finesa" napravila umjetničko djelo. Urednik britanskog časopisa NME John Mulvey nazvao je album gracioznim no napisao je da je više zadovoljavajuć nego izvanredan, s čime se složio urednik časopisa Q. Craig Seymour za Entertainment Weekly napisao je da neke pjesme nadilaze Aaliyine vokalne mogućnosti, ali da Aaliyah bez obzira na to vješto prikazuje tematiku pjesama. Za The Village Voice, Robert Christgau napisao je da je pjevačica "ponosan rob ritmu" te istaknuo "We Need a Resolution" i "U Got Nerve" kao najbolje pjesme. Connie Johnson iz Los Angeles Times nije bila oduševljena albumom, nazvavši njegovu produkciju neavanturističkom te tekstove plitkima. Recenzent za E! album je negativno usporedio s Aaliyinim prijašnjim izdanjima no utvrdio je da gura granice Aaliyinog glasa i dobi te pohvalio žanrovsku raznolikost. Luke McManus iz irske medijske kuće RTÉ kritizirao je duljinu albuma, ali ga je svejedno nazvao najboljim R&B albumom 2001. i pohvalio njegove tekstove.

## Priznanja

### Nagrade
| Godina | Nagrada                       | Kategorija                             | Ishod     | Izvor   |
| ------ | ----------------------------- | -------------------------------------- | --------- | ------- |
| 2002.  | American Music Award          | Najdraži soul/R&B album                | Nagrađen  | [ 116 ] |
| 2002.  | NAACP Image Award             | Izvanredni album                       | Nominiran | [ 117 ] |
| 2002.  | Grammy                        | Najbolji R&B album                     | Nominiran | [ 102 ] |
| 2002.  | Soul Train Music Award        | Najbolji ženski R&B/soul album         | Nominiran | [ 118 ] |
| 2002.  | Soul Train Music Award        | Najbolji R&B/soul ili rap album godine | Nominiran | [ 118 ] |
| 2002.  | Soul Train Lady of Soul Award | Najbolji R&B/soul album godine         | Nominiran | [ 119 ] |

### Rangiranja
| Godina | Publikacija                      | Država                 | Popis                                               | Pozicija | Izvor   |
| ------ | -------------------------------- | ---------------------- | --------------------------------------------------- | -------- | ------- |
| 2001.  | The Atlanta Journal-Constitution | SAD                    | Najbolji albumi 2001.                               | —        | [ 120 ] |
| 2001.  | NME                              | Ujedinjeno Kraljevstvo | Albumi godine                                       | 39       | [ 121 ] |
| 2001.  | Nöjesguiden                      | Švedska                | Strani albumi 2001. po odabiru kritičara            | 18       | [ 122 ] |
| 2001.  | Oor                              | Nizozemska             | Jaarlijst                                           | 72       | [ 123 ] |
| 2001.  | Slant Magazine                   | SAD                    | Top 10 albuma 2001.                                 | 1        | [ 124 ] |
| 2001.  | Time                             | SAD                    | Top 10 albuma 2001.                                 | 10       | [ 38 ]  |
| 2002.  | Spex                             | Njemačka               | Kritiker                                            | 37       | [ 125 ] |
| 2002.  | The Village Voice                | SAD                    | Pazz & Jop                                          | 73       | [ 126 ] |
| 2005.  | GQ                               | SAD                    | 100 najviše cool albuma na svijetu                  | 66       | [ 127 ] |
| 2005.  | Stylus Magazine                  | SAD                    | Top 50 albuma od 2000. do 2005.                     | 47       | [ 128 ] |
| 2007.  | Vibe                             | SAD                    | 150 albuma koji definiraju Vibe eru                 | —        | [ 44 ]  |
| 2007.  | The Guardian                     | Ujedinjeno Kraljevstvo | 1000 albuma koje trebate čuti prije nego što umrete | —        | [ 129 ] |
| 2009.  | PlayGround                       | Španjolska             | Najbolji albumi desetljeća                          | 45       | [ 130 ] |
| 2010.  | Slant Magazine                   | SAD                    | 100 najboljih albuma 2000-ih                        | 72       | [ 131 ] |
| 2017.  | NPR                              | SAD                    | 150 najboljih ženskih albuma                        | 77       | [ 132 ] |
| 2019.  | The Guardian                     | Ujedinjeno Kraljevstvo | 100 najboljih albuma 21. stoljeća                   | 28       | [ 133 ] |
| 2023.  | Rolling Stone                    | Njemačka               | 500 najboljih albuma svih vremena                   | 368      | [ 134 ] |

## Komercijalni uspjeh
U Sjedinjenim Američkim Državama, Aaliyah je sa 187 000 primjeraka prodanih u prvom tjednu debitirao na drugom mjestu ljestvica Billboard 200 i Top R&B/Hip-Hop Albums datiranih 4. kolovoza 2001., iza albuma Songs in A Minor Alicije Keys. Prodaja albuma zabilježila je pad od 47% u drugom tjednu te se album s drugog spustio na peto mjesto. Trend pada nastavio se tijekom narednih nekoliko tjedana no album se bez obzira na to u prvom mjesecu prodao u 447 000 primjeraka. Nakon Aaliyine smrti 25. kolovoza, prodaja albuma doživjela je drastičan porast te se album uzdigao s 19. na prvo mjesto Billboard 200, s 305 500 prodanih primjeraka tijekom prvog cijelog tjedna nakon Aaliyine smrti. Osim što je album postao Aaliyin prvi koji je dosegao vrh Billboard-ove ljestvice, postao je i prvi album koji je postumno dosegao prvo mjesto od Double Fantasy (1980.) Johna Lennona. Još je dva tjedna proveo u top 10, tijekom kojih mu je sveukupna prodaja dosegla milijun primjeraka. 27. veljače 2002., Udruženje diskografske industrije Amerike albumu je dodijelilo dvostruko platinastu nakladu; album se u SAD-u do prosinca 2009. prodao u 2.6 milijuna primjeraka. Nakon reizdanja u rujnu 2021., ponovno je ušao na Billboard 200, plasiravši se na 13. mjestu; na ljestvici je sveukupno proveo 69 tjedana.
U Kanadi, Aaliyah je debitirao na devetom, a neposredno nakon Aaliyine smrti plasirao se na šestom mjestu. Kanadsko udruženje diskografske industrije dodijelilo mu je platinastu nakladu u travnju 2002. U Ujedinjenom Kraljevstvu, album je po izlasku debitirao na 25. mjestu. Nakon što je "More Than a Woman" dosegao vrh ljestvice singlova, album se u siječnju 2002. plasirao na petom mjestu, dok je na ljestvici R&B albuma dosegao vrh. Britanska fonografska industrija albumu je 2003. dodijelila platinastu nakladu. Značajan uspjeh Aaliyah je postigao i u Južnoj Africi, gdje se plasirao na prvom mjestu i zaradio trostruko platinastu nakladu. U top 10 se također plasirao u Belgiji, Francuskoj, Nizozemskoj, Njemačkoj i Švicarskoj. Album je postigao manji uspjeh u državama Oceanije, plasiravši se tek na 41. mjestu u Australiji i na 25. mjestu u Novom Zelandu. U Japanu, dosegao je 17. mjesto na ljestvici albuma i zaradio zlatnu nakladu. Album je bio 34. najprodavaniji na svijetu 2001. Do kolovoza 2012., Aaliyah se prodao u 13 milijuna primjeraka širom svijeta.

## Utjecaj i ostavština
Aaliyah je, uz njenu razvijajuću glumačku karijeru, pridonio porastu Aaliyinog ugleda i komercijalnog uspjeha. Urednik AllMusica Steve Huey album je nazvao "besprijekornim" i napisao da je "dovršio remont Aaliyinog imidža u senzualnu, ali osjetljivu odraslu osobu", dok ga je viši urednik Stephen Thomas Erlewine nazvao "iskazom zrelosti i zadivljujućim umjetničkim skokom naprijed". Daryl Easlea za BBC napisao je da Aaliyah prijašnja dva pjevačičina albuma, usprkos njihovom uspjehu, čini "vježbama u juveniliji". Za digitalni časopis PopMatters, Quentin B. Huff utvrdio je da je Aaliyah na albumu upotrijebila svoj glas da komplimentira inovativnu produkciju glazbe s više raznolikosti, uvjerljivosti i uspjeha nego ikad prije, dodavši da je pjevačica s albumom opovrgnula sumnje oko toga kako bi nastavila stvarati glazbu usporedno s glumačkom karijerom. U knjizi osvrta na albume The New Rolling Stone Album Guide (2004.), Keith Harris napisao je da je s albumom Aaliyah "izrasla iz studijske marionete u moćni R&B arhetip".
Aaliyin povratak na glazbenu scenu s albumom poklopio se s najvišim stupnjem aktivnosti u suvremenom R&B-ju, kao i s popularnošću žanra neo soul, ranih 2000-ih. Stasia Irons iz medijske organizacije NPR utvrdila je da je album "postao katalizator i most koji je stvorio glatki prijelaz iz R&B stila 90-ih u moderni PBR&B". Erlewine je izjavio kako je Aaliyah jedan od najboljih "urbanih" soul albuma svog vremena, dok ga je urednik novina The Guardian nazvao vrhuncem "zlatnog doba R&B-ja", koje je naveo kao period prijelaza s 20. na 21. stoljeće. Urednik časopisa Vibe Jon Caramanica nazvao je album "možda i najboljim soul albumom mladog tisućljeća", ali i nadodao kako je album redefinirao svoju kategoriju s glazbom koja je "konstruktivno odvažna i koncepcijski prekrasna". Britanski novinar Alexis Petridis napisao je da je Aaliyah svoje najprivlačnije pjesme snimila upravo u onom razdoblju kad su R&B i hop-hop demonstrirali najviše kreativnosti u popularnoj glazbi.
Kritičari su također ustanovili da je album pomogao popularizirati produkciju pod utjecajem hip-hopa u R&B glazbi 2000-ih te da je djelovao na nastanak novog vala izvođača progresivnog soula. Micha Frazer-Carroll za The Independent istaknula je kako su izvođačice poput Destiny's Child, Ashanti, Amerie i Cassie postigle komercijalni uspjeh uvođenjem "idiosinkrazijskog zvuka" Aaliyah u vlastita stvaralaštva, dok je Aaliyino "sniženo vokalno fraziranje" uspostavilo novi trend stoičkog umjetničkog izričaja u R&B-ju iz kojeg su proizašli izvođači poput Ciare i Rihanne. Timbalandov komercijalni uspjeh s izvođačima pod utjecajem R&B-ja, poput Justina Timberlakea i Nelly Furtado, pripisao se njegovoj produkciji na albumu; Rebecca Nicholson za The Guardian je napisala da on od Aaliyah nije producirao ništa ni približno zvučno zapanjujuće. Urednica časopisa Q Eve Barlow albumu je pripisala "stvaranje shematskog plana koji se može čuti u pop glazbi i [2011.]" te kao primjere navela Beyoncé, The Weeknda, indie pop sastav The xx i indie rock bend Gossip. Urednica internetske publikacije Pitchfork Rawiya Kameir istaknula je i utjecaj kojeg su višedijelne harmonije prisutne na albumu imale na stvaralaštvo Solange. Britanska organizacija Official Charts Company album je deklarirala jednim od najutjecajnijih R&B albuma modernog vremena te ukazala na utjecaj kojeg je imao na izvođače poput Beyoncé, Franka Oceana i Janelle Monáe.

## Popis pjesama
| Standardno izdanje Aaliyah | Standardno izdanje Aaliyah             | Standardno izdanje Aaliyah                      | Standardno izdanje Aaliyah | Standardno izdanje Aaliyah | Standardno izdanje Aaliyah | Standardno izdanje Aaliyah | Standardno izdanje Aaliyah | Standardno izdanje Aaliyah | Standardno izdanje Aaliyah |
| Br.                        | Skladba                                | Autor                                           | Producent                  | Trajanje                   |                            |                            |                            |                            |                            |
| -------------------------- | -------------------------------------- | ----------------------------------------------- | -------------------------- | -------------------------- | -------------------------- | -------------------------- | -------------------------- | -------------------------- | -------------------------- |
| 1.                         | »We Need a Resolution« (ft. Timbaland) | Stephen Garrett Timothy Mosley                  | Timbaland                  | 4:02                       |                            |                            |                            |                            |                            |
| 2.                         | »Loose Rap« (ft. Static)               | Garrett Eric Seats Rapture Stewart              | Seats Rapture              | 3:50                       |                            |                            |                            |                            |                            |
| 3.                         | »Rock the Boat«                        | Garrett Seats Stewart                           | Seats Rapture              | 4:34                       |                            |                            |                            |                            |                            |
| 4.                         | »More Than a Woman«                    | Garrett Mosley                                  | Timbaland                  | 3:49                       |                            |                            |                            |                            |                            |
| 5.                         | »Never No More«                        | Garrett Stephen Anderson                        | Bud'da                     | 3:56                       |                            |                            |                            |                            |                            |
| 6.                         | »I Care 4 U«                           | Melissa Elliott Mosley Carl Hampton Homer Banks | Timbaland                  | 4:33                       |                            |                            |                            |                            |                            |
| 7.                         | »Extra Smooth«                         | Garrett Seats Stewart                           | Seats Rapture              | 3:55                       |                            |                            |                            |                            |                            |
| 8.                         | »Read Between the Lines«               | Garrett Anderson                                | Bud'da                     | 4:20                       |                            |                            |                            |                            |                            |
| 9.                         | »U Got Nerve«                          | Benjamin Bush Seats Stewart                     | Seats Stewart              | 3:43                       |                            |                            |                            |                            |                            |
| 10.                        | »I Refuse«                             | Garrett Jeffrey Walker                          | J. Dub                     | 5:57                       |                            |                            |                            |                            |                            |
| 11.                        | »It's Whatever«                        | Garrett Seats Stewart                           | Seats Rapture              | 4:08                       |                            |                            |                            |                            |                            |
| 12.                        | »I Can Be«                             | Durrell Babbs Anderson                          | Bud'da                     | 2:59                       |                            |                            |                            |                            |                            |
| 13.                        | »Those Were the Days«                  | Garrett Seats Stewart                           | Seats Rapture              | 3:24                       |                            |                            |                            |                            |                            |
| 14.                        | »What If«                              | Babbs Walker                                    | J. Dub                     | 4:24                       |                            |                            |                            |                            |                            |
| 57:44                      |                                        |                                                 |                            |                            |                            |                            |                            |                            |                            |

| Prvobitno sjevernoameričko izdanje Aaliyah (skrivena pjesma) | Prvobitno sjevernoameričko izdanje Aaliyah (skrivena pjesma) | Prvobitno sjevernoameričko izdanje Aaliyah (skrivena pjesma) | Prvobitno sjevernoameričko izdanje Aaliyah (skrivena pjesma) | Prvobitno sjevernoameričko izdanje Aaliyah (skrivena pjesma) | Prvobitno sjevernoameričko izdanje Aaliyah (skrivena pjesma) | Prvobitno sjevernoameričko izdanje Aaliyah (skrivena pjesma) | Prvobitno sjevernoameričko izdanje Aaliyah (skrivena pjesma) | Prvobitno sjevernoameričko izdanje Aaliyah (skrivena pjesma) | Prvobitno sjevernoameričko izdanje Aaliyah (skrivena pjesma) |
| Br.                                                          | Skladba                                                      | Autor                                                        | Producent                                                    | Trajanje                                                     |                                                              |                                                              |                                                              |                                                              |                                                              |
| ------------------------------------------------------------ | ------------------------------------------------------------ | ------------------------------------------------------------ | ------------------------------------------------------------ | ------------------------------------------------------------ | ------------------------------------------------------------ | ------------------------------------------------------------ | ------------------------------------------------------------ | ------------------------------------------------------------ | ------------------------------------------------------------ |
| 15.                                                          | »Messed Up«                                                  | Bush Seats Stewart                                           | Seats Stewart                                                | 3:34                                                         |                                                              |                                                              |                                                              |                                                              |                                                              |
| 61:08                                                        |                                                              |                                                              |                                                              |                                                              |                                                              |                                                              |                                                              |                                                              |                                                              |

| Međunarodno izdanje i globalno reizdanje Aaliyah (bonus pjesma) | Međunarodno izdanje i globalno reizdanje Aaliyah (bonus pjesma) | Međunarodno izdanje i globalno reizdanje Aaliyah (bonus pjesma) | Međunarodno izdanje i globalno reizdanje Aaliyah (bonus pjesma) | Međunarodno izdanje i globalno reizdanje Aaliyah (bonus pjesma) | Međunarodno izdanje i globalno reizdanje Aaliyah (bonus pjesma) | Međunarodno izdanje i globalno reizdanje Aaliyah (bonus pjesma) | Međunarodno izdanje i globalno reizdanje Aaliyah (bonus pjesma) | Međunarodno izdanje i globalno reizdanje Aaliyah (bonus pjesma) | Međunarodno izdanje i globalno reizdanje Aaliyah (bonus pjesma) |
| Br.                                                             | Skladba                                                         | Autor                                                           | Producent                                                       | Trajanje                                                        |                                                                 |                                                                 |                                                                 |                                                                 |                                                                 |
| --------------------------------------------------------------- | --------------------------------------------------------------- | --------------------------------------------------------------- | --------------------------------------------------------------- | --------------------------------------------------------------- | --------------------------------------------------------------- | --------------------------------------------------------------- | --------------------------------------------------------------- | --------------------------------------------------------------- | --------------------------------------------------------------- |
| 15.                                                             | »Try Again«                                                     | Garrett Mosley                                                  | Timbaland                                                       | 4:43                                                            |                                                                 |                                                                 |                                                                 |                                                                 |                                                                 |
| 62:17                                                           |                                                                 |                                                                 |                                                                 |                                                                 |                                                                 |                                                                 |                                                                 |                                                                 |                                                                 |

| Limitirano izdanje Aaliyah (bonus pjesme) | Limitirano izdanje Aaliyah (bonus pjesme) | Limitirano izdanje Aaliyah (bonus pjesme) | Limitirano izdanje Aaliyah (bonus pjesme) | Limitirano izdanje Aaliyah (bonus pjesme) | Limitirano izdanje Aaliyah (bonus pjesme) | Limitirano izdanje Aaliyah (bonus pjesme) | Limitirano izdanje Aaliyah (bonus pjesme) | Limitirano izdanje Aaliyah (bonus pjesme) | Limitirano izdanje Aaliyah (bonus pjesme) |
| Br.                                       | Skladba                                   | Autor                                     | Producent                                 | Trajanje                                  |                                           |                                           |                                           |                                           |                                           |
| ----------------------------------------- | ----------------------------------------- | ----------------------------------------- | ----------------------------------------- | ----------------------------------------- | ----------------------------------------- | ----------------------------------------- | ----------------------------------------- | ----------------------------------------- | ----------------------------------------- |
| 16.                                       | »Miss You«                                | Johntá Austin Teddy Bishop                | Bishop                                    | 4:06                                      |                                           |                                           |                                           |                                           |                                           |
| 17.                                       | »Don't Know What to Tell Ya«              | Garrett Mosley                            | Timbaland                                 | 5:02                                      |                                           |                                           |                                           |                                           |                                           |
| 18.                                       | »Erica Kane«                              | Bush Seats Stewart                        | Seats Stewart                             | 4:36                                      |                                           |                                           |                                           |                                           |                                           |
| 76:01                                     |                                           |                                           |                                           |                                           |                                           |                                           |                                           |                                           |                                           |

## Zasluge
Zasluge su preuzete iz bilješki unutar omota Aaliyah.
- Aaliyah – izvršna produkcija, vokali (sve pjesme)
- Jonathan Adler – pomoćni inženjering (pjesme 7 i 8)
- Durrell Babbs – tekst (pjesme 12 i 14)
- Homer Banks – glazba (pjesma 6)[i]
- The Black Orchestra – glazbala sa žicama (pjesma 5)
- Ron Blake – rog (pjesma 8)
- Chandler Bridges – pomoćni inženjering (pjesme 2, 3 i 9)
- Bud'da – glazba (pjesme 5, 8 i 12), miksanje (pjesme 5, 8 i 12), produkcija (pjesme 5, 8 i 12)
- Benjamin Bush – tekst (pjesma 9)
- Michael Conrader – inženjering (pjesme 2, 5, 8 i 9)
- Sean Cruse – gitara (pjesma 12)
- J. Dub – glazba (pjesme 10 i 14), instrumentacija (pjesme 10 i 14), produkcija (pjesme 10 i 14), programiranje (pjesme 10 i 14)
- Jimmy Douglass – inženjering (pjesme 1, 4 i 6), miksanje (pjesme 1, 4 i 6)
- Jeff Dunas – fotografiranje
- Missy Elliott – tekst (pjesma 6)
- Warren Fu – dizajn
- Ben Garrison – miksanje (pjesme 2, 3, 7–9 i 11)
- Bernie Grundman – masteriranje
- Carl Hampton – glazba (pjesma 6)[i]
- Barry Hankerson – izvršna produkcija
- Jomo Hankerson – izvršna produkcija
- Dino "The Cut" Johnson – miksanje (pjesma 13)
- Acar Keys – inženjering (pjesme 2, 3, 7, 11 i 13)
- David LaChapelle – fotografiranje
- Michelle Lynn-Forbes – pomoćni inženjering (pjesme 5 i 12)
- Jonathan Mannion – fotografiranje
- Tim Olmstead – pomoćni inženjering (pjesma 11)
- Steve Penny – pomoćni inženjering (pjesma 4)
- Renzo Pryor – klavijatura (pjesma 5)
- Pat Sajack – pomoćni inženjering (pjesme 10 i 14)
- Eric Seats – glazba (pjesme 2, 3, 7, 9, 11 i 13), instrumentacija (pjesme 2, 3, 7, 9, 11 i 13), produkcija (pjesme 2, 3, 7, 9, 11 i 13)
- Richard Segal-Huredia – miksanje (pjesme 5 i 12)
- Static – tekst (pjesme 1–5, 7, 8, 10, 11 i 13), vokali (pjesma 2)
- Rapture – glazba (pjesme 2, 3, 7, 9, 11 i 13), instrumentacija (pjesme 2, 3, 7, 9, 11 i 13), produkcija (pjesme 2, 3, 7, 9, 11 i 13)
- Timbaland – beatbox (pjesma 6), glazba (pjesme 1, 4 i 6), miksanje (pjesme 1 i 4), produkcija (pjesme 1, 4 i 6), vokali (pjesma 1)
- Roberto "Gary" Walker – pomoćni inženjering (pjesma 2)
- Albert Watson – fotografiranje
- Scott Wolfe – inženjering (pjesme 10, 12 i 14), miksanje (pjesme 10, 12 i 14)
- Michael Zainer – pomoćni inženjering (pjesma 4)

## Ljestvice
| Ljestvica (2001. – 2002.)              | Najviša pozicija |
| -------------------------------------- | ---------------- |
| Australija (ARIA)                      | 41               |
| Australija (ARIA Urban)                | 7                |
| Austrija (Ö3 Austria)                  | 21               |
| Belgija (Ultratop Flandrija)           | 11               |
| Belgija (Ultratop Valonija)            | 10               |
| Danska (Hitlisten)                     | 34               |
| Europa (European Top 100 Albums)       | 18               |
| Finska (Suomen virallinen lista)       | 33               |
| Francuska (SNEP)                       | 9                |
| Irska (IRMA)                           | 38               |
| Italija (FIMI)                         | 40               |
| Japan (Oricon)                         | 17               |
| Južna Afrika (RISA)                    | 1                |
| Kanada (Canadian Albums)               | 6                |
| Kanada (Canadian R&B Albums)           | 6                |
| Nizozemska (Album Top 100)             | 9                |
| Njemačka (Offizielle Top 100)          | 9                |
| Norveška (VG-lista)                    | 30               |
| Novi Zeland (RMNZ)                     | 25               |
| SAD (Billboard 200)                    | 1                |
| SAD (Top R&B/Hip-Hop Albums)           | 2                |
| Škotska (Scottish Albums)              | 29               |
| Švedska (Sverigetopplistan)            | 23               |
| Švicarska (Schweizer Hitparade)        | 6                |
| Ujedinjeno Kraljevstvo (UK Albums)     | 5                |
| Ujedinjeno Kraljevstvo (UK R&B Albums) | 1                |

| Ljestvica (2021.)                              | Najviša pozicija |
| ---------------------------------------------- | ---------------- |
| SAD (Billboard 200)                            | 13               |
| SAD (Independent Albums)                       | 1                |
| SAD (Top R&B/Hip-Hop Albums)                   | 7                |
| Ujedinjeno Kraljevstvo (UK Album Downloads)    | 22               |
| Ujedinjeno Kraljevstvo (UK Independent Albums) | 36               |
| Ujedinjeno Kraljevstvo (UK R&B Albums)         | 7                |

| Ljestvica (2001.)               | Pozicija |
| ------------------------------- | -------- |
| Belgija (Ultratop Valonija)     | 100      |
| Francuska (SNEP)                | 76       |
| Kanada (Canadian Albums)        | 119      |
| Kanada (Canadian R&B Albums)    | 29       |
| Nizozemska (Album Top 100)      | 94       |
| Njemačka (Offizielle Top 100)   | 77       |
| SAD (Billboard 200)             | 51       |
| SAD (Top R&B/Hip-Hop Albums)    | 15       |
| Svijet (IFPI)                   | 34       |
| Švicarska (Schweizer Hitparade) | 86       |

| Ljestvica (2002.)                  | Pozicija |
| ---------------------------------- | -------- |
| Kanada (Canadian R&B Albums)       | 44       |
| SAD (Billboard 200)                | 69       |
| SAD (Top R&B/Hip-Hop Albums)       | 27       |
| Ujedinjeno Kraljevstvo (UK Albums) | 98       |

| Ljestvica (2000. – 2009.)    | Pozicija |
| ---------------------------- | -------- |
| SAD (Billboard 200)          | 181      |
| SAD (Top R&B/Hip-Hop Albums) | 41       |

## Naklade
| Regija                                                                                         | Naklada       | Jedinice   |
| ---------------------------------------------------------------------------------------------- | ------------- | ---------- |
| Australija (ARIA)                                                                              | Zlatna        | 35 000^    |
| Francuska (SNEP)                                                                               | Zlatna        | 100 000*   |
| Japan (RIAJ)                                                                                   | Zlatna        | 100 000^   |
| Južna Afrika (RISA)                                                                            | 3× platinasta | 150 000*   |
| Kanada (Music Canada)                                                                          | Platinasta    | 100 000^   |
| Nizozemska (NVPI)                                                                              | Zlatna        | 40 000^    |
| Njemačka (BVMI)                                                                                | Zlatna        | 150 000^   |
| Sjedinjene Američke Države (RIAA)                                                              | 2× platinasta | 2 600 000  |
| Švicarska (IFPI)                                                                               | Zlatna        | 20 000^    |
| Ujedinjeno Kraljevstvo (BPI)                                                                   | Platinasta    | 303 000    |
| Sažeci                                                                                         |               |            |
| Svijet                                                                                         |               | 13 000 000 |
| * broj prodanih primjeraka na temelju naklade ^ broj isporučenih primjeraka na temelju naklade |               |            |

## Povijest izdanja
| Regija                     | Datum              | Izdanje               | Format                                                    | Izdavač            | Izvor                  |
| -------------------------- | ------------------ | --------------------- | --------------------------------------------------------- | ------------------ | ---------------------- |
| Japan                      | 7. srpnja 2001.    | Standardno            | CD                                                        | EMI                | [ 155 ]                |
| Njemačka                   | 13. srpnja 2001.   | Standardno            | CD                                                        | EMI                | [ 181 ]                |
| Australija                 | 16. srpnja 2001.   | Standardno            | CD                                                        | EMI                | [ 211 ]                |
| Ujedinjeno Kraljevstvo     | 16. srpnja 2001.   | Standardno            | CD gramofonska ploča                                      | Virgin             | [ 212 ]                |
| Sjedinjene Američke Države | 17. srpnja 2001.   | Standardno specijalno | CD CD+ DVD gramofonska ploča kazeta                       | Blackground Virgin | [ 1 ] [ 213 ] [ 214 ]  |
| Francuska                  | 24. rujna 2001.    | Specijalno            | CD+DVD                                                    | Hostile            | [ 79 ]                 |
| Njemačka                   | 23. veljače 2004.  | Limitirano            | CD                                                        | Edel               | [ 80 ]                 |
| Australija                 | 2. svibnja 2005.   | Limitirano            | CD                                                        | Method             | [ 215 ]                |
| Ujedinjeno Kraljevstvo     | 8. listopada 2007. | Limitirano            | Digitalni download                                        | Geffen             | [ 216 ]                |
| Razno                      | 10. rujna 2021.    | Reizdanje             | Box set CD digitalni download internetski prijenos kazeta | Blackground Empire | [ 82 ] [ 217 ] [ 218 ] |

### Fusnote
1. ↑  Aaliyah je pjesmu "I Care 4 U" prvobitno snimila 1996. Pošto tad nije bila objavljena, pjesma je sačuvana za Aaliyah te naknadno dorađena kako bi bila uvrštena na album.[1]
2. ↑  Pjesma 4[2]
3. ↑  Pjesma 9[2]
4. ↑  Pjesme 2, 3, 7, 11 i 13[2]
5. ↑  Pjesma 6[2]
6. ↑  Pjesme 6 i 10[2]
7. ↑  Pjesma 1[2]
8. ↑  Pjesme 5, 8, 12 i 14[2]
9. 1 2  Homer Banks i Carl Hampton prvobitno nisu dobili zasluge za kantautorstvo "I Care 4 U", iako ona koristi uzorak njihove skladbe "(Too Little in Common to Be Lovers) Too Much Going to Say Goodbye" u izvedbi sastava The Newcomers. Međutim, zasluge su im dodijeljene na reizdanju Aaliyah 2021.[167]

### Citiranja
1. 1 2 3 4 5 6  Hall, Rashaun. 21. srpnja 2001. Blackground Readying Aaliyah's Return [Blackground priprema Aaliyin povratak]. Billboard. 113 (29). str. 16. ISSN 0006-2510. Pristupljeno 27. listopada 2023. Prenosi Google Books
2. 1 2 3 4 5 6 7 8 9 10 11  Aaliyah. 2001. Aaliyah (CD). Blackground Records, Virgin Records. CDVUSY 199
3. 1 2 3 4  Erlewine, Stephen Thomas. Aaliyah – Aaliyah. AllMusic. Pristupljeno 27. listopada 2023.
4. 1 2  Aaliyah "Aaliyah". E!. 17. srpnja 2001. Inačica izvorne stranice arhivirana 20. srpnja 2001. Pristupljeno 8. studenoga 2023.
5. 1 2 3  Seymour, Craig. 27. srpnja 2001. Aaliyah Review [Osvrt na Aaliyah]. Entertainment Weekly. Inačica izvorne stranice arhivirana 25. rujna 2012. Pristupljeno 27. listopada 2023.
6. 1 2  Odell, Michael. 13. srpnja 2001. Sex on the menu [Seks na meniju]. The Guardian. Pristupljeno 1. studenoga 2023.
7. 1 2 3 4  Johnson, Connie. 29. srpnja 2001. A Coasting Aaliyah Steers Clear of Depth [Aaliyah plovi i kloni se dubine]. Los Angeles Times. Pristupljeno 31. listopada 2023.
8. 1 2 3 4 5  Mulvey, John. 11. srpnja 2001. Aaliyah : Aaliyah. NME. Inačica izvorne stranice arhivirana 28. veljače 2014. Pristupljeno 27. listopada 2023.
9. 1 2  Review: Aaliyah. Q (181). Rujan 2001. str. 106. ISSN 0955-4955
10. 1 2 3 4 5 6 7 8 9 10 11  Hardy, Ernest. 2. kolovoza 2001. Recordings: Aaliyah, Aaliyah, 4 Stars [Snimke: Aaliyah, Aaliyah, 4 zvjezdice]. Rolling Stone (874). Inačica izvorne stranice arhivirana 6. lipnja 2002. Pristupljeno 27. listopada 2023.
11. 1 2 3 4 5 6 7 8  Cinquemani, Sal. 17. srpnja 2001. Review: Aaliyah, Aaliyah [Osvrt: Aaliyah, Aaliyah]. Slant Magazine. Pristupljeno 27. listopada 2023.
12. 1 2 3  Clover, Joshua. Kolovoz 2001. Reviews [Osvrti]. Spin. 17 (8). str. 130. ISSN 0886-3032. Pristupljeno 27. listopada 2023. Prenosi Google Books
13. ↑  Jones, Rhian. 13. kolovoza 2021. Aaliyah: 'Her sound is the R&B blueprint' [Aaliyah: 'Njen zvuk je shematski plan R&B-a']. The Guardian. Pristupljeno 24. listopada 2023.
14. ↑  Mamo, Heran. 26. kolovoza 2021. New Aaliyah Merch Celebrates 25th Anniversary of 'One in a Million' Album [Novi proizvodi Aaliyah slave 25. godišnjicu albuma 'One in a Million']. Billboard. Pristupljeno 24. listopada 2023.
15. ↑  Flemming Jr., Steven E. 20. kolovoza 2021. Her New World Of Funk: 25 Years On, Aaliyah's 'One In A Million' Is Still Hot Like Fire [Njen novi svijet funka: 25 godina kasnije, Aaliyin 'One in a Million' još uvijek je vruć kao vatra]. Albumism. Pristupljeno 24. listopada 2023.
16. 1 2 3  Huey, Steve. Aaliyah Biography, Songs, & Albums [Biografija, pjesme i albumi Aaliyah]. AllMusic. Pristupljeno 24. listopada 2023.
17. 1 2  Mayfield, Geoff. 4. kolovoza 2001. Over The Counter [Bez recepta]. Billboard. 113 (31). str. 69. ISSN 0006-2510. Pristupljeno 24. listopada 2023. Prenosi Google Books
18. ↑  Aaliyah. Ebony. 53 (12). Listopad 1998. str. 56. ISSN 0012-9011 Prenosi Google Books
19. ↑  Pesselnick, Jill. 26. kolovoza 2000. Virgin Records America Forms Deal To Distribute Blackground Globally [Američki Virgin Records uspostavio ugovor za svjetsku distribuciju Blackgrounda]. Billboard. 112 (35). str. 8. ISSN 0006-2510. Pristupljeno 24. listopada 2023. Prenosi Google Books
20. 1 2 3  Kim, Hyun. Kolovoz 2001. What Lies Beneath? [Što leži ispod?]. Vibe. 9 (8). str. 102–104. ISSN 1070-4701. Inačica izvorne stranice arhivirana 5. siječnja 2014. Pristupljeno 26. listopada 2023. Prenosi Google Books
21. 1 2  Whaley, Natelegé. 7. srpnja 2016. 15 Years Ago, Aaliyah's Intuitive Cool Became a Blueprint for the Future of R&B [Prije 15 godina, Aaliyina intuitivna hladnoća postala je shematski plan za budućnost R&B-a]. Mic. Pristupljeno 28. listopada 2023.
22. ↑  Newman, Melinda. 20. siječnja 2001. Aaliyah Has New Album, Movie Set For 2001 [Aaliyah zakazala novi album i film za 2001.]. Billboard. 113 (3). ISSN 0006-2510
23. 1 2 3  Lorez, Jeff. 5. srpnja 2001. Killer Queen [Ubojita kraljica]. Yahoo! Music. Inačica izvorne stranice arhivirana 10. veljače 2013. Pristupljeno 26. listopada 2023.
24. ↑  Farley 2001, str. 197
25. ↑  Hall, Rashaun. 8. rujna 2001. Aaliyah's Death Shocks Industry: Singer Remembered As Rising R&B Star, Actress [Aaliyina smrt šokirala industriju: pjevačica upamćena kao R&B zvijezda i glumica u usponu]. Billboard. 113 (36). str. 12. ISSN 0006-2510. Pristupljeno 1. studenoga 2023. Prenosi Google Books
26. ↑  Kim, Hyun. Studeni 2001. One in a Million [Jedna od milijun]. Vibe. 9 (11). str. 82. ISSN 1070-4701. Inačica izvorne stranice arhivirana 5. siječnja 2014. Pristupljeno 26. listopada 2023. Prenosi Google Books
27. ↑  Brown, Ethan. Prosinac 2005. The Score [Rezultat]. Vibe. 12 (14). str. 185. ISSN 1070-4701
28. ↑  Wade, Ian. 16. srpnja 2001. Aaliyah. Dotmusic. Inačica izvorne stranice arhivirana 31. listopada 2003. Pristupljeno 26. listopada 2023.
29. 1 2  Gracie, Bianca. 14. srpnja 2016. Aaliyah's Producers Look Back at Her Self-Titled Final Album 15 Years Later [Aaliyini producenti osvrnuli se na njen eponimni posljednji album 15 godina kasnije]. Fuse. Inačica izvorne stranice arhivirana 21. rujna 2016. Pristupljeno 27. listopada 2023.
30. 1 2 3  Hobbs, Linda. Prosinac 2008. One in a Million [Jedan od milijun]. Vibe. 16 (12). str. 113–114. ISSN 1070-4701
31. 1 2 3 4 5  Leo, Thomas; Ng, Kyle. 17. srpnja 2011. Exclusive: The Producers of "Aaliyah" Take Us Behind the Scenes Into Making of This Classic [Ekskluzivno: producenti "Aaliyah" vode nas iza scena u stvaranje ovog klasika]. YouKnowIGotSoul. Pristupljeno 26. listopada 2023.
32. 1 2 3 4  Needham, Alex. 7. srpnja 2001. Who's That Girl? [Tko je ta cura?]. NME. str. 25–26. ISSN 0028-6362
33. 1 2  Yago, Gideon; Johnson, Tina; van Horn, Teri. 15. ožujka 2001. Aaliyah Finishes New Album During Break From Movies [Aaliyah završila novi album tijekom stanke od filmova]. MTV. Inačica izvorne stranice arhivirana 6. studenoga 2012. Pristupljeno 26. listopada 2023.
34. 1 2  Kennedy, Gerrick D. 25. kolovoza 2011. Aaliyah: 10 years later, impact holds without posthumous releases [Aaliyah: 10 godina kasnije, utjecaj se zadržava i bez postumnih izdanja]. Los Angeles Times. Pristupljeno 18. studenoga 2023.
35. ↑  Werner 2006, str. 328
36. 1 2  Leroy, Dan. 25. srpnja 2001. Aaliyah Reviews [Osvrti na Aaliyah]. Yahoo! Music. Inačica izvorne stranice arhivirana 15. siječnja 2013. Pristupljeno 27. listopada 2023.
37. 1 2 3  Easlea, Daryl. 23. lipnja 2009. Review of Aaliyah – Aaliyah [Aaliyah – Aaliyah (osvrt)]. BBC. Pristupljeno 27. listopada 2023.
38. 1 2  Top 10 Everything 2001 [Top 10 svega iz 2001.]. Time. 21. prosinca 2001. Pristupljeno 27. listopada 2023.
39. 1 2  Harris 2004, str. 1
40. 1 2 3  Rabin, Nathan. 17. srpnja 2001. Aaliyah: Aaliyah. The A.V. Club. Pristupljeno 27. listopada 2023.
41. ↑  Hartung, Justin. 26. srpnja 2001. Spin Cycle [Ciklus centrifuge]. Citysearch. Inačica izvorne stranice arhivirana 11. prosinca 2004. Pristupljeno 27. listopada 2023.
42. 1 2  Hall, Rashaun. 28. srpnja 2001. Reviews & Previews [Osvrti i pretpregledi]. Billboard. 113 (30). str. 22–23. ISSN 0006-2510 Prenosi Google Books
43. ↑  Sanneh, Kelefa. 2. rujna 2001. A Pioneer, Briefly, Of a New Sound [Nakratko predvodnica novog zvuka]. The New York Times. Pristupljeno 27. listopada 2023.
44. 1 2 3  Caramanica, Jon. Ožujak 2007. Revolutions [Revolucije]. Vibe. 15 (3). str. 215. ISSN 1070-4701. Inačica izvorne stranice arhivirana 21. svibnja 2016. Pristupljeno 27. listopada 2023. Prenosi Google Books
45. ↑  Farley 2001, str. 151
46. ↑  Sultry Singer Aaliyah On Why It's Cool To Be So Hot [Sparna pjevačica Aaliyah o tome zašto je cool biti tako hot]. Jet. 100 (6). 23. srpnja 2001. str. 60. ISSN 0021-5996. Pristupljeno 28. listopada 2023. Prenosi Google Books
47. ↑  Heath, Chris. 11. srpnja 2001. Aaliyah – We Need A Resolution. Dotmusic. Inačica izvorne stranice arhivirana 22. siječnja 2005. Pristupljeno 28. listopada 2023. Prenosi LAUNCH, Music on Yahoo!
48. ↑  Peterson, Quinn. 25. kolovoza 2011. Aaliyah: One in a million [Aaliyah: Jedna od milijun]. Jet. Inačica izvorne stranice arhivirana 17. veljače 2013. Pristupljeno 28. listopada 2023.
49. ↑  Pemberton, Rollie. 10. siječnja 2005. The Top 50 Singles: 2000–2005 [Top 50 singlova od 2000. do 2005.]. Stylus Magazine. Inačica izvorne stranice arhivirana 5. veljače 2010. Pristupljeno 28. listopada 2023.
50. ↑  Seymour, Craig. 31. kolovoza 2001. Aaliyah, A Tribute [Posveta Aaliyah]. The Buffalo News. Inačica izvorne stranice arhivirana 24. svibnja 2022. Pristupljeno 28. listopada 2023.
51. 1 2 3 4 5  Turner-Williams, Jaelani. 16. srpnja 2001. Aaliyah Turns 20 [Aaliyah napunio 20.]. Stereogum. Pristupljeno 28. listopada 2023.
52. ↑  Hopkins, Tracy E. Aaliyah by Virgin Records Us, Aaliyah. Barnes & Noble. Inačica izvorne stranice arhivirana 15. siječnja 2014. Pristupljeno 28. listopada 2023.
53. 1 2 3 4 5  Waliszewski, Bob. Aaliyah. Plugged In. Inačica izvorne stranice arhivirana 20. srpnja 2013. Pristupljeno 28. listopada 2023.
54. 1 2 3  Bychawski, Adam. 21. lipnja 2001. Aaliyah Polishes a Third! [Aaliyah "polira" treći]. NME (7. srpnja 2001.). Inačica izvorne stranice arhivirana 15. travnja 2016. Pristupljeno 28. listopada 2023.
55. 1 2  Frederick, Brendan; Khal; Marcec, Shannon; Nostro, Lauren; Ortiz, Edwin; Scarano, Ross; Scott, Damien. 27. kolovoza 2021. The 25 Best Aaliyah Songs [25 najboljih Aaliyinih pjesama]. Complex. Pristupljeno 28. listopada 2023.
56. 1 2  Reid, Shaheem. 26. lipnja 2001. Aaliyah Makes Love And War On New Album [Aaliyah vodi ljubav i rat na novom albumu]. MTV. Inačica izvorne stranice arhivirana 20. siječnja 2011. Pristupljeno 29. listopada 2023.
57. 1 2  Macpherson, Alex. 25. kolovoza 2011. Aaliyah's true legacy is her rare gift for nuance [Aaliyina istinska ostavština je njena rijetka nadarenost za utančanost]. The Guardian. Pristupljeno 29. listopada 2023.
58. ↑  James, Martin. 20. srpnja 2001. review – Aaliyah by Aaliyah [Osvrt na Aaliyah]. Playlouder. Inačica izvorne stranice arhivirana 28. srpnja 2001. Pristupljeno 29. listopada 2023.
59. ↑  Piatkowski, Peter. 21. srpnja 2022. 'Aaliyah': The Legacy of the Perfect R&B/Pop Record ['Aaliyah': Ostavština savršenog R&B/pop albuma]. PopMatters. Pristupljeno 29. listopada 2023.
60. ↑  Chabras, Scott. 19. kolovoza 2001. Floridian: Audio Files [Floridian: Audio datoteke]. St. Petersburg Times. Inačica izvorne stranice arhivirana 8. siječnja 2014. Pristupljeno 29. listopada 2023.
61. 1 2  Aaliyah: Been a Long Time [Aaliyah: Prošlo je dosta vremena]. MTV. Inačica izvorne stranice arhivirana 12. studenoga 2012. Pristupljeno 30. listopada 2023.
62. ↑  From Baby Girl To More Than A Woman: A Look At Aaliyah's Growth From Fashion To Dance [Od djevojčice do više od žene: pregled Aaliyinog razvitka od mode do plesa]. Vibe. 22. kolovoza 2016. Pristupljeno 29. listopada 2023.
63. 1 2  Augustin, Camille. 26. kolovoza 2016. Aaliyah Week: Remembering Aaliyah's Final Musical Journey [Tjedan Aaliyah: sjećanje na Aaliyino posljednje glazbeno putovanje]. Vibe. Pristupljeno 29. listopada 2023.
64. 1 2 3 4  Huff, Quentin B. 15. kolovoza 2011. My Favorite Aaliyah Things [Moje najdraže stvari oko Aaliyah]. PopMatters. Inačica izvorne stranice arhivirana 31. siječnja 2013. Pristupljeno 29. listopada 2023.
65. ↑  Aaliyah, Aaliyah (nizozemski). Edel Records. 16. ožujka 2004. Pristupljeno 29. listopada 2023. Prenosi Bol.com
66. ↑  Aaliyah, Aaliyah (nizozemski). Geffen Records. 16. listopada 2007. Pristupljeno 29. listopada 2023. Prenosi Bol.com
67. ↑  Blackground Records 2.0 [@Blackground]. 13. rujna 2021. Just added to the store – an exclusive alternate cover of the AALIYAH album! Get a digital download of Aaliyah's classic album cover, photographed by Albert Watson - in its unfiltered, raw form. This is for the collectors. Exclusive to the web store and only available until 9/16 [Upravo dodano u trgovinu – ekskluzivna promijenjena naslovnica albuma AALIYAH! Nabavite digitalni primjerak Aaliyinog klasičnog omota, kojeg je fotografirao Albert Watson, u svom nefiltriranom, sirovom obliku. Ovo je za kolekcionare. Isključivo na web-trgovini i dostupno samo do 16. rujna.] (Tweet). Pristupljeno 30. listopada 2023. Prenosi Twitter
68. ↑  Robinson, Joshua. 9. rujna 2021. Aaliyah's Self-Titled Album Hits Streaming Platforms This Friday [Aaliyin eponimni album stiže na streaming platforme ovog petka]. HotNewHipHop. Pristupljeno 29. listopada 2023.
69. ↑  Aaliyah – Aaliyah. Blackground Records, Virgin Records. 10. veljače 2007. Pristupljeno 29. listopada 2023. Prenosi Amazon.com
70. ↑  Mitchell, Gail. 7. travnja 2001. MCA Takes On An Alluring Proposition; Aaliyah's New Album Now Set For June 5 [MCA prihvatio primamljivu ponudu; Aaliyin novi album sad zakazan za 5. lipnja]. Billboard. 113 (14). str. 43. ISSN 0006-2510. Pristupljeno 29. listopada 2023. Prenosi Google Books
71. ↑  Back and... Third!. NME. 23. svibnja 2001. Pristupljeno 29. listopada 2023.
72. 1 2  Celebrating 22 Years of Aaliyah's Eponymous Third & Final Studio Album 'Aaliyah' (2001) [Slave se 22 godine Aaliyinog eponimnog trećeg i posljednjeg studijskog albuma 'Aaliyah' (2001.)]. Albumism. 17. srpnja 2023. Pristupljeno 29. listopada 2023.
73. 1 2  Aaliyah. 2001. Aaliyah (CD) (međunarodno izdanje). EMI. 7243-8-10767-2-9
74. 1 2  Aaliyah Returns To Music [Aaliyah se vratila glazbi]. Billboard. 20. srpnja 2001. Pristupljeno 29. listopada 2023.
75. ↑  Farley 2001, str. 88
76. ↑  Pattenden, Siân. 16. siječnja 2019. Classic cover story: When Aaliyah reigned supreme [Klasična priča s naslovnice: Kad je Aaliyah vrhovno vladala]. Mixmag. Pristupljeno 29. listopada 2023.
77. ↑  Aaliyah. i-D (The Bedroom Issue No. 213). Rujan 2001. ISSN 0262-3579
78. ↑  Pugh, Jamia. 25. srpnja 2023. This Day in Black History: Aaliyah performs for the last time on 'The Tonight Show with Jay Leno' [Na današnji dan u crnoj povijesti: Aaliyah nastupila posljednji put na 'The Tonight Show with Jay Leno']. Kiss 104.1. Pristupljeno 29. listopada 2023.
79. 1 2  Aaliyah – Aaliyah – CD album (francuski). Hostile Records. 25. rujna 2001. Pristupljeno 30. listopada 2023. Prenosi Fnac
80. 1 2  Aaliyah – Aaliyah – CD album (francuski). Edel Records. 23. veljače 2004. Pristupljeno 30. listopada 2023. Prenosi Fnac
81. ↑  Fredette, Meagan. 5. kolovoza 2021. Aaliyah's Music Is Finally Coming To Streaming Services, But There's A Catch [Aaliyina glazba konačno stiže na streaming servise, ali postoji caka]. W. Pristupljeno 30. listopada 2023.
82. 1 2  DJ First Class. 10. rujna 2021. Aaliyah's self-titled album is now available on streaming services [Aaliyin eponimni album sad je dostupan na streaming servisima]. Revolt. Pristupljeno 30. listopada 2023.
83. ↑  Video Monitor. Billboard. 113 (18). 5. svibnja 2001. str. 96. ISSN 0006-2510. Pristupljeno 31. listopada 2023. Prenosi Google Books
84. ↑  Going For Adds / ADDvance Notice [Prethodna najava] (PDF). Radio & Records. 11. svibnja 2001. str. 49, 56. Pristupljeno 31. listopada 2023. Prenosi World Radio History
85. ↑  Single Reviews [Osvrti singlova] (PDF). Music Week. 30. lipnja 2001. str. 11. Pristupljeno 31. listopada 2023. Prenosi World Radio History
86. 1 2 3  McManus, Luke. 2. kolovoza 2001. Aaliyah – Aaliyah. RTÉ. Pristupljeno 31. listopada 2023.
87. ↑  Unterberger, Andrew. 25. kolovoza 2021. Aaliyah's 20 Best Songs: Staff List [Aaliyinih 20 najboljih pjesama: lista osoblja]. Billboard. Pristupljeno 31. listopada 2023.
88. 1 2 3 4  Aaliyah Chart History (Hot 100) [Aaliyina povijest na ljestvicama (Hot 100)]. Billboard. Pristupljeno 31. listopada 2023.
89. 1 2 3  Aaliyah Chart History (Hot R&B/Hip-Hop Songs) [Aaliyina povijest na ljestvicama (Hot R&B/Hip-Hop Songs)]. Billboard. Pristupljeno 31. listopada 2023.
90. 1 2 3  Aaliyah: Artist Chart History [Aaliyah: povijest na ljestvicama]. Official Charts Company. Pristupljeno 31. listopada 2023.
91. ↑  Aaliyah Chart History (Canadian Digital Song Sales) [Aaliyina povijest na ljestvicama (Canadian Digital Song Sales)]. Billboard. Pristupljeno 31. listopada 2023.
92. ↑  Are You That Somebody? [Jesi li ti taj netko?]. Vibe. 9 (11). Studeni 2001. str. 83. ISSN 1070-4701. Inačica izvorne stranice arhivirana 29. prosinca 2021. Prenosi Google Books
93. ↑  Farley 2001, str. 87
94. 1 2  Going For Adds (PDF). Radio & Records. 17. kolovoza 2001. str. 44. Pristupljeno 31. listopada 2023. Prenosi World Radio History
95. ↑  New Releases Singles – Week Commencing 26th November 2001 [Nova izdanja singlova – Tjedan s početkom 26. studenog 2001.] (PDF). The ARIA Report (613): 24. 26. studenoga 2001. Inačica izvorne stranice (PDF) arhivirana 22. veljače 2008. Pristupljeno 31. listopada 2023. Prenosi Pandora
96. 1 2  More than a woman – Aaliyah – CD maxi single (francuski). Hostile Records. 4. rujna 2001. Pristupljeno 31. listopada 2023. Prenosi Fnac
97. ↑  Farley 2001, str. 10–11
98. ↑  Farley 2001, str. 169
99. ↑  Jessen, Wade; Patel, Minal; Pietroluongo, Silvio. 8. rujna 2001. Singles Minded. Billboard. 113 (36). str. 85. ISSN 0006-2510. Pristupljeno 31. listopada 2023. Prenosi Google Books
100. ↑  New Releases: Singles (PDF). Music Week. 4. svibnja 2002. str. 30. Pristupljeno 31. listopada 2023. Prenosi World Radio History
101. ↑  Top 40-lijst van week 12, 2002 [Lista top 40 12. tjedna 2002.]. Nederlandse Top 40. Pristupljeno 1. studenoga 2023.
102. 1 2 3  Aaliyah. Grammy. Pristupljeno 1. studenoga 2023.
103. ↑  Wally, Maxine. 23. kolovoza 2021. The Story Behind Aaliyah's Final Act [Priča iza Aaliyinog završnog čina]. W. Pristupljeno 1. studenoga 2023.
104. ↑  Merrett, Robyn. 17. siječnja 2019. Aaliyah Remembered by Family and Fans on What Would Have Been the Late Singer's 40th Birthday [Obitelj i prijatelji prisjećaju se Aaliyah na njen 40. rođendan]. People. Pristupljeno 1. studenoga 2023. Prenosi Yahoo!
105. ↑  Aaliyah. 2001. More Than a Woman/I Refuse (CD singl). Hostile Records. 7243-8-979972-9
106. ↑  Top Lista Hrvatskog Radija. Hrvatska radiotelevizija. Inačica izvorne stranice arhivirana 9. veljače 2002. Pristupljeno 1. studenoga 2023.
107. ↑  Myers, Justin. 25. kolovoza 2016. Remembering Aaliyah on the 15th anniversary of her death [Prisjećanje Aaliyah na 15. godišnjicu njene smrti]. Official Charts Company. Inačica izvorne stranice arhivirana 26. kolovoza 2016. Pristupljeno 1. studenoga 2023.
108. ↑  Going For Adds (PDF). Radio & Records. 26. travnja 2002. str. 34. Pristupljeno 1. studenoga 2023. Prenosi World Radio History
109. ↑  Aaliyah. 2003. I Care 4 U/Don't Worry (12-inčni singl). Blackground Records, Universal Records. B0000241-11
110. 1 2  Kameir, Rawiya. 14. srpnja 2019. Aaliyah: Aaliyah. Pitchfork. Pristupljeno 2. studenoga 2023.
111. ↑  Aaliyah by Aaliyah Reviews and Tracks [Osvrti i pjesme Aaliyinog Aaliyah]. Metacritic. Pristupljeno 1. studenoga 2023.
112. ↑  Cawn, Brad. 19. kolovoza 2001. Aaliyah Aaliyah (Blackground/Virgin) Through... Chicago Tribune. Inačica izvorne stranice arhivirana 27. svibnja 2012. Pristupljeno 2. studenoga 2023.
113. ↑  Baillie, Russell. 8. kolovoza 2001. Aaliyah: Aaliyah. The New Zealand Herald. Inačica izvorne stranice arhivirana 11. prosinca 2015. Pristupljeno 1. studenoga 2023.
114. ↑  Price, Simon. 16. srpnja 2001. Albums: Aaliyah. The Independent. Pristupljeno 2. studenoga 2023.
115. ↑  Christgau, Robert. 29. siječnja 2002. Throw Your Hands in the Air [Dignite svoje ruke u zrak]. The Village Voice. Inačica izvorne stranice arhivirana 21. listopada 2012. Pristupljeno 8. studenoga 2023.
116. ↑  Dansby, Andrew. 10. siječnja 2002. Alicia, Aaliyah Top AMAs [Alicia i Aaliyah na vrhu AMA]. Rolling Stone. Inačica izvorne stranice arhivirana 7. svibnja 2016. Pristupljeno 8. studenoga 2023.
117. ↑  Wiederhorn, Jon. 11. prosinca 2001. Alicia Keys Up For Seven Image Awards [Alicia Keys natječe se za sedam Image nagrada]. MTV. Inačica izvorne stranice arhivirana 14. svibnja 2008. Pristupljeno 8. studenoga 2023.
118. ↑  D'Angelo, Joe. 8. veljače 2002. Alicia Keys, India.Arie, Aaliyah Lead Soul Train Nominations [Alicia Keys, India.Arie i Aaliyah vode nominacije za Soul Train nagradu]. MTV. Inačica izvorne stranice arhivirana 27. kolovoza 2023. Pristupljeno 8. studenoga 2023.
119. ↑  2002 Soul Train Lady of Soul Awards Nominees [Nominacije za nagrade Soul Train Lady of Soul 2002.]. Billboard. 24. srpnja 2002. Pristupljeno 8. studenoga 2023.
120. ↑  Whew! What a Year: Pop Music [Whew! Kakva godina: Pop glazba]. The Atlanta Journal-Constitution: C4. 15. prosinca 2001. Inačica izvorne stranice arhivirana 9. siječnja 2014. Pristupljeno 8. studenoga 2023. Prenosi NewsBank
121. ↑  Albums of the Year 2001 [Albumi godine 2001.]. NME. 29. prosinca 2001. str. 59. ISSN 0028-6362
122. ↑  2001 Le choix des critiques [Odabir kritičara za 2001.]. Les disques de l'année. Inačica izvorne stranice arhivirana 18. veljače 2003. Pristupljeno 20. studenoga 2023.
123. ↑  Jaarlijst Oor 2001 [Godišnja lista časopisa Oor za 2001.]. Muzieklijstjes (nizozemski). Inačica izvorne stranice arhivirana 8. kolovoza 2016. Pristupljeno 17. studenoga 2023.
124. ↑  Cinquemani, Sal. 15. prosinca 2001. Top 10 Albums, Singles, and Music Videos of 2001 [Top 10 albuma, singlova i videospotova 2001.]. Slant Magazine. Pristupljeno 8. studenoga 2023.
125. ↑  Die besten Alben und Songs des Jahres 2001 [Najbolji albumi i pjesme 2001.]. Spex. Siječanj 2002. Pristupljeno 8. studenoga 2023. Prenosi Poplist.de
126. ↑  Christgau, Robert. 12. veljače 2002. Pazz & Jop 2001: Not Just Your Old Man's Takeover. The Village Voice. Pristupljeno 8. studenoga 2023.
127. ↑  100 Coolest Albums in the World [100 najviše cool albuma na svijetu]. GQ. Kolovoz 2005. ISSN 0016-6979
128. ↑  Passantino, Dom. 18. siječnja 2005.  Burns, Todd (ur.). The Top 50 Albums: 2000–2005 [Top 50 albuma: 2000.–2005.]. Stylus Magazine. Inačica izvorne stranice arhivirana 30. rujna 2012. Pristupljeno 10. studenoga 2023.
129. 1 2  Artists beginning with A [Izvođači koji počinju s A]. The Guardian. 17. studenoga 2007. Inačica izvorne stranice arhivirana 14. travnja 2016. Pristupljeno 17. studenoga 2023.
130. ↑  Los mejores discos de la década [Najbolji albumi desetljeća]. PlayGround (španjolski). 28. listopada 2009. str. 3. Inačica izvorne stranice arhivirana 2. studenoga 2009. Pristupljeno 17. studenoga 2023.
131. ↑  Schrodt, Paul. 1. veljače 2010. The 100 Best Albums of the 2000s [100 najboljih albuma 2000-ih]. Slant Magazine. Pristupljeno 10. studenoga 2023.
132. 1 2  Irons, Stasia. 24. srpnja 2017. The 150 Greatest Albums Made By Women [150 najboljih ženskih albuma]. NPR. Pristupljeno 10. studenoga 2023.
133. ↑  Beaumont-Thomas, Ben. 13. rujna 2019. The 100 best albums of the 21st century [100 najboljih albuma 21. stoljeća]. The Guardian. Pristupljeno 10. studenoga 2023.
134. ↑  Brandstetter, Markus. 16. studenoga 2023. Die 500 besten Alben aller Zeiten [500 najboljih albuma svih vremena]. Rolling Stone (njemački). Pristupljeno 17. studenoga 2023.
135. ↑  Keys Wards Off Aaliyah, Foxy At No. 1 [Keys tjera Aaliyah i Foxy s vrha]. Billboard. 26. srpnja 2001. Pristupljeno 10. studenoga 2023.
136. ↑  'N Sync's 'Celebrity' Obliterates The Competition ['Celebrity' 'N Sync-a uništava konkurenciju]. Billboard. 2. kolovoza 2001. Pristupljeno 10. studenoga 2023.
137. ↑  Brown, Janelle. 6. rujna 2001. Death of a pop princess in the making [Smrt pop princeze u stvaranju]. Salon. Pristupljeno 10. studenoga 2023.
138. ↑  Reid, Shaheem. 27. kolovoza 2001. Hard-Working Aaliyah Packed Hit Albums, Movies Into Short Life [Vrijedna Aaliyah u svoj kratki život spakirala je hit albume i filmove]. MTV. Inačica izvorne stranice arhivirana 12. studenoga 2012. Pristupljeno 10. studenoga 2023.
139. 1 2  Mayfield, Geoff. 15. rujna 2001. Over The Counter [Bez recepta]. Billboard. 113 (37). str. 79. ISSN 0006-2510. Pristupljeno 10. studenoga 2023. Prenosi Google Books
140. ↑  Billboard 200™. Billboard. 22. rujna 2001. Pristupljeno 10. studenoga 2023.
141. ↑  Dansby, Andrew. 19. rujna 2001. Jay-Z's 'The Blueprint' Hits Number One on the Charts [Jay-Zjev 'The Blueprint' dosegao vrh ljestvica]. Rolling Stone. Pristupljeno 10. studenoga 2023.
142. 1 2  American album certifications – Aaliyah – Aaliyah [Američke naklade za albume – Aaliyah – Aaliyah]. Udruženje diskografske industrije Amerike. Pristupljeno 10. studenoga 2023.
143. 1 2  Prince, David J. 23. prosinca 2009. The Decade in Music: Top 50 Moments [Desetljeće u glazbi: Top 50 trenutaka]. Billboard. str. 5. Pristupljeno 10. studenoga 2023.
144. 1 2  Billboard 200™. Billboard. 25. rujna 2021. Pristupljeno 10. studenoga 2023.
145. 1 2  Aaliyah Chart History (Billboard 200). Billboard. Pristupljeno 11. studenoga 2023.
146. ↑  Billboard Canadian Albums. Billboard. 4. kolovoza 2001. Pristupljeno 11. studenoga 2023.
147. ↑  Billboard Canadian Albums. Billboard. 15. rujna 2001. Pristupljeno 11. studenoga 2023.
148. 1 2  Canadian album certifications – Aaliyah – Aaliyah [Kanadske naklade za albume – Aaliyah – Aaliyah]. Kanadsko udruženje diskografske industrije. Inačica izvorne stranice arhivirana 28. veljače 2014. Pristupljeno 11. studenoga 2023.
149. ↑  Official Albums Chart [Službena ljestvica albuma]. Official Charts Company. 28. srpnja 2001. Pristupljeno 11. studenoga 2023.
150. 1 2  Iglesias Jr tops Harrison's hit. BBC. 27. siječnja 2002. Pristupljeno 11. studenoga 2023.
151. 1 2  Official Hip Hop and R&B Albums Chart [Službena hip-hop i R&B ljestvica albuma]. Official Charts Company. 2. veljače 2002. Pristupljeno 11. studenoga 2023.
152. 1 2  British album certifications – Aaliyah – Aaliyah [Britanske naklade za albume – Aaliyah – Aaliyah]. Britanska fonografska industrija. Pristupljeno 11. studenoga 2023.
153. 1 2 3  Music Divas & Rock Bands Top South African Certifications [Glazbene dive i rock bendovi najprodavaniji u Južnoj Africi]. Music Industry News Network. 2. svibnja 2002. Inačica izvorne stranice arhivirana 12. veljače 2015. Pristupljeno 11. studenoga 2023.
154. 1 2 3  Ultratop.be – Aaliyah – Aaliyah (francuski). Hung Medien. Pristupljeno 11. studenoga 2023.
155. 1 2 3  アリーヤ [Aaliyah]. EMI. 7. srpnja 2001. Pristupljeno 17. studenoga 2023. Prenosi Oricon
156. 1 2  ゴールドディスク認定検索 [Pretraga naklada] (japanski). Udruženje diskografske industrije Japana. Pristupljeno 17. studenoga 2023.
157. 1 2  Top 50 Global Best Selling Albums for 2001 [Top 50 globalno najprodavanijih albuma za 2001.] (PDF). Međunarodni savez fonografske industrije. Inačica izvorne stranice (PDF) arhivirana 17. studenoga 2008. Pristupljeno 11. studenoga 2023.
158. 1 2  Goodwyn, Tom. 6. kolovoza 2012. Drake unveils new Aaliyah duet 'Enough Said' – listen [Drake otkrio novi duet s Aaliyah 'Enough Said' – poslušajte]. NME. Pristupljeno 11. studenoga 2023.
159. ↑  Petridis, Alexis. 21. prosinca 2001. The year in rock and pop [Godina u rocku i popu]. The Guardian. Pristupljeno 18. studenoga 2023.
160. ↑  Frazer-Carroll, Micha. 6. srpnja 2021. 'R&B was never the same': The life and legacy of Aaliyah ['R&B nikad nije bio isti': Život i ostavština Aaliyah]. The Independent. Pristupljeno 18. studenoga 2023.
161. ↑  Nicholson, Rebecca. 25. kolovoza 2011. Aaliyah: still rocking the boat [Aaliyah: I dalje ljulja brod]. The Guardian. Pristupljeno 18. studenoga 2023.
162. ↑  Barlow, Eve. 25. kolovoza 2011. Aaliyah still shaping pop music 10 years after her death [10 godina nakon svoje smrti, Aaliyah još uvijek oblikuje pop glazbu]. Q. Inačica izvorne stranice arhivirana 30. siječnja 2013. Pristupljeno 18. studenoga 2023.
163. 1 2  Albums turning 20 years old in 2021 [Albumi koji 2021. pune 20 godina]. Official Charts Company. Pristupljeno 18. studenoga 2023.
164. ↑  Aaliyah. 2001. Aaliyah (CD) (ograničeno izdanje). Blackground Records, Virgin Records. 7243-8-10082-2-5
165. ↑  Aaliyah – Album by Aaliyah. Blackground Records. 10. rujna 2021. Pristupljeno 18. studenoga 2023. Prenosi Spotify
166. ↑  Aaliyah. 2004. Aaliyah (CD) (limitirano izdanje). Edel Records. 0153082BGR
167. 1 2  Aaliyah. 2021. Aaliyah (CD) (reizdanje). Blackground Records. ERE673
168. ↑  Australian-charts.com – Aaliyah – Aaliyah. Hung Medien. Pristupljeno 18. studenoga 2023.
169. ↑  ARIA Urban Chart – Week Commencing 4th March 2002 [ARIA Urban ljestvica – Tjedan s početkom 4. ožujka 2002.] (PDF). The ARIA Report (627): 14. 4. ožujka 2002. Inačica izvorne stranice arhivirana (PDF) 22. veljače 2008. Pristupljeno 18. studenoga 2023. Prenosi Pandora
170. ↑  Aaliyah – Aaliyah – austriancharts.at (njemački). Hung Medien. Pristupljeno 18. studenoga 2023.
171. ↑  Aaliyah – Aaliyah – ultratop.be (nizozemski). Hung Medien. Pristupljeno 18. studenoga 2023.
172. ↑  Danishcharts.com – Aaliyah – Aaliyah (danski). Hung Medien. Pristupljeno 18. studenoga 2023.
173. ↑  European Top 100 Albums (PDF). Music & Media. 20 (7). 9. veljače 2002. str. 16. Pristupljeno 18. studenoga 2023. Prenosi World Radio History
174. ↑  Finnishcharts.com – Aaliyah – Aaliyah (finski). Hung Medien. Pristupljeno 18. studenoga 2023.
175. ↑  Lescharts.com – Aaliyah – Aaliyah (francuski). Hung Medien. Pristupljeno 18. studenoga 2023.
176. ↑  Top 75 Artist Album, Week Ending 31 January 2002. GfK Chart-Track. 31. siječnja 2002. Inačica izvorne stranice arhivirana 19. veljače 2014. Pristupljeno 18. studenoga 2023.
177. ↑  Italiancharts.com – Aaliyah – Aaliyah (talijanski). Hung Medien. Pristupljeno 18. studenoga 2023.
178. ↑  Aaliyah Chart History (Canadian Albums) [Aaliyina povijest na ljestvicama (Canadian Albums)]. Billboard. Pristupljeno 18. studenoga 2023.
179. ↑  R&B : Top 50. Jam!. 3. kolovoza 2001. Inačica izvorne stranice arhivirana 5. kolovoza 2001. Pristupljeno 18. studenoga 2023.
180. ↑  Aaliyah – Aaliyah – dutchcharts.nl (nizozemski). Hung Medien. Pristupljeno 18. studenoga 2023.
181. 1 2  Aaliyah – Aaliyah (njemački). Offizielle Deutsche Charts. Pristupljeno 18. studenoga 2023.
182. ↑  Norwegiancharts.com – Aaliyah – Aaliyah. Hung Medien. Pristupljeno 18. studenoga 2023.
183. ↑  charts.org.nz – Aaliyah – Aaliyah. Hung Medien. Pristupljeno 18. studenoga 2023.
184. ↑  Aaliyah Chart History (Top R&B/Hip-Hop Albums) [Aaliyina povijest na ljestvicama (Top R&B/Hip-Hop Albums)]. Billboard. Pristupljeno 18. studenoga 2023.
185. ↑  Official Scottish Albums Chart on 27/1/2002 [Službena škotska ljestvica albuma 27. siječnja 2002.]. Official Charts Company. 2. veljače 2002. Pristupljeno 18. studenoga 2023.
186. ↑  Swedishcharts.com – Aaliyah – Aaliyah. Hung Medien. Pristupljeno 18. studenoga 2023.
187. ↑  Aaliyah – Aaliyah – hitparade.ch (njemački). Hung Medien. Pristupljeno 18. studenoga 2023.
188. ↑  Independent Albums. Billboard. 25. rujna 2021. Pristupljeno 18. studenoga 2023.
189. ↑  Top R&B/Hip-Hop Albums. Billboard. 25. rujna 2021. Pristupljeno 18. studenoga 2023.
190. ↑  Official Album Downloads Chart on 17/9/2021 [Službena ljestvica downloada albuma 17. rujna 2021.]. Official Charts Company. 23. rujna 2021. Pristupljeno 19. studenoga 2023.
191. ↑  Official Independent Albums Chart on 17/9/2021 [Službena ljestvica neovisnih albuma 17. rujna 2021.]. Official Charts Company. 23. rujna 2021. Pristupljeno 19. studenoga 2023.
192. ↑  Official Hip Hop and R&B Albums Chart on 17/9/2021 [Službena ljestvica hip-hop i R&B albuma 17. rujna 2021.]. Official Charts Company. 23. rujna 2021. Pristupljeno 19. studenoga 2023.
193. ↑  Rapports annuels 2001 [Godišnja izvješća za 2001.] (francuski). Ultratop. Pristupljeno 19. studenoga 2023.
194. ↑  Classement Albums – année 2001 [Poredak albuma – 2001.] (francuski). Nacionalni sindikat fonografskih izdavača. Pristupljeno 19. studenoga 2023.
195. ↑  Canada's Top 200 Albums of 2001 [Top 200 albuma u Kanadi 2001.]. Jam!. 8. siječnja 2002. Inačica izvorne stranice arhivirana 1. rujna 2004. Pristupljeno 19. studenoga 2023.
196. ↑  Canada's Top 200 R&B Albums of 2001 [Top 200 R&B albuma u Kanadi 2001.]. Jam!. 8. siječnja 2002. Inačica izvorne stranice arhivirana 22. studenoga 2002. Pristupljeno 19. studenoga 2023.
197. ↑  Jaaroverzichten – Album 2001 [Godišnji pregled – albumi 2001.] (nizozemski). Dutch Charts. Pristupljeno 19. studenoga 2023.
198. ↑  Top 100 Album – Jahrescharts [Top 100 albuma – Godišnja ljestvica] (njemački). Offizielle Deutsche Charts. Pristupljeno 19. studenoga 2023.
199. 1 2  The Year in Music 2001 [Godina u glazbi 2001.]. Billboard. 113 (52). 29. prosinca 2001. str. YE-33, YE-43. ISSN 0006-2510. Pristupljeno 19. studenoga 2023. Prenosi Google Books
200. ↑  Swiss Year-End Charts 2001 [Švicarske godišnje ljestvice za 2001.]. Schweizer Hitparade. Inačica izvorne stranice arhivirana 29. srpnja 2013. Pristupljeno 19. studenoga 2023.
201. ↑  Canada's Top 200 R&B Albums of 2002 [Top 200 R&B albuma u Kanadi 2002.]. Jam!. 14. siječnja 2003. Inačica izvorne stranice arhivirana 12. listopada 2003. Pristupljeno 19. studenoga 2023.
202. 1 2  The Year in Music 2002 [Godina u glazbi 2002.]. Billboard. 114 (52). 28. prosinca 2002. str. YE-32, YE-50. ISSN 0006-2510. Pristupljeno 19. studenoga 2023. Prenosi Google Books
203. ↑  End of Year Album Chart – 2002 [Godišnja ljestvica albuma za 2002.]. Official Charts Company. Pristupljeno 19. studenoga 2023.
204. ↑  Decade End Charts – Billboard 200 Albums [Desetljetne ljestvice – Billboard 200]. Billboard. Inačica izvorne stranice arhivirana 4. veljače 2011. Pristupljeno 19. studenoga 2023.
205. ↑  Decade End Charts – R&B/Hip-Hop Albums [Desetljetne ljestvice – R&B/hip-hop albumi]. Billboard. Inačica izvorne stranice arhivirana 21. srpnja 2012. Pristupljeno 19. studenoga 2023.
206. ↑  ARIA Charts – Accreditations – 2003 Albums [ARIA Charts – akreditacije albuma za 2003.]. Australsko udruženje diskografske industrije. Inačica izvorne stranice arhivirana 3. studenoga 2012. Pristupljeno 19. studenoga 2023.
207. ↑  Certifications Albums Or – année 2001 [Zlatne naklade za albume – 2001.] (francuski). Nacionalni sindikat fonografskih izdavača. Inačica izvorne stranice arhivirana 24. rujna 2012. Pristupljeno 19. studenoga 2023.
208. ↑  Goud/Platina [Zlato/platina] (nizozemski). Nizozemska udruga proizvođača i uvoznika. Inačica izvorne stranice arhivirana 4. srpnja 2018. Pristupljeno 19. studenoga 2023.
209. ↑  Gold-/Platin-Datenbank [Baza podataka o nakladama] (njemački). Savezno udruženje glazbene industrije. Pristupljeno 19. studenoga 2023.
210. ↑  Edelmetall [Dragocjeni metal] (njemački). Schweizer Hitparade. Pristupljeno 19. studenoga 2023.
211. ↑  ARIA New Releases Albums – Week Commencing 16th July 2001 [Nova izdanja albuma – Tjedan s početkom 16. srpnja 2001.] (PDF). The ARIA Report (594): 24. 16. srpnja 2001. Inačica izvorne stranice (PDF) arhivirana 21. veljače 2002. Pristupljeno 18. studenoga 2023. Prenosi Pandora
212. ↑  New Releases – For Week Starting July 16, 2001 [Nova izdanja – Za tjedan s početkom 16. srpnja 2001.] (PDF). Music Week. 14. srpnja 2001. str. 22. Pristupljeno 19. studenoga 2023.
213. ↑  Aaliyah. 2001. Aaliyah (gramofonska ploča). Blackground Records, Virgin Records. 7243-8-10082-1-8
214. ↑  Aaliyah. 2001. Aaliyah (kazeta). Blackground Records, Virgin Records. 7243-8-10082-4-9
215. ↑  ARIA New Releases Albums – Week Commencing 2nd May 2005 [Nova izdanja albuma – Tjedan s početkom 2. svibnja 2005.] (PDF). The ARIA Report (792): 30. 2. svibnja 2005. Inačica izvorne stranice (PDF) arhivirana 20. svibnja 2005. Pristupljeno 18. studenoga 2023. Prenosi Pandora
216. ↑  Aaliyah (International Version) (2007) [Aaliyah (međunarodno izdanje 2007.)]. Geffen Records. 8. listopada 2007. Inačica izvorne stranice arhivirana 22. rujna 2012. Pristupljeno 19. studenoga 2023. Prenosi 7digital
217. ↑  Aaliyah – Aaliyah CD Box Set. Blackground Records. 10. rujna 2021. Pristupljeno 19. studenoga 2023.
218. ↑  Aaliyah – Aaliyah. Blackground Records. 10. rujna 2021. Pristupljeno 19. studenoga 2023.

## Vanjske poveznice
- Aaliyah na Discogs-u (popis izdanja)
- Aaliyah na Acclaimed Music-u (popis ocjena)
- Službena web-stranica